# Hokejowa Liga Mistrzów (2018/2019)
Hokejowa Liga Mistrzów 2018/2019 szósta edycja europejskiego, klubowego turnieju hokejowego, rozgrywanego pod patronatem IIHF. Przeznaczony dla najlepszych męskich hokejowych drużyn klubowych (zajmujących czołowe miejsca w europejskich ligach krajowych).
Uczestniczyły w niej 32 kluby podzielone na 8 czterozespołowych grup. Rozgrywki trwały 30 sierpnia 2018 do 5 lutego 2019 roku. Po raz trzeci w rozgrywkach wystąpił zespół z Polski, mistrz kraju z sezonu 2017/2018 – GKS Tychy.

## Uczestnicy

### Warunki gry w HLM
W rozgrywkach uczestniczyły 32 zespoły z 13 państw. Drużyny zostały podzielone 4 koszyki spośród których rozlosowano osiem 4-zespołowych grup. Wymogiem uczestnictwa w tegorocznej edycji HLM było spełnienie jednego z dziewięciu warunków:
1. Mistrzostwo kraju
2. Zwycięstwo w sezonie zasadniczym
3. Wicemistrzostwo sezonu zasadniczego
4. Wicemistrzostwo kraju
5. Wyżej notowana drużyna półfinału fazy play-off
6. Półfinał fazy play-off
7. Trzecie miejsce w sezonie zasadniczym
8. Czwarte miejsce w sezonie zasadniczym
9. Piąte miejsce w sezonie zasadniczym

### Drużyny
| Drużyna                | Miasto           | Liga                           | Kwalifikacja                                |
| ---------------------- | ---------------- | ------------------------------ | ------------------------------------------- |
| JYP                    | Jyväskylä        | Liiga                          | zwycięzca HLM 2017/2018                     |
| Växjö Lakers           | Växjö            | Svenska hockeyligan            | zwycięzca sezonu zasadniczego               |
| Djurgårdens IF         | Gävle            | Svenska hockeyligan            | wicemistrz sezonu zasadniczego              |
| Frölunda HC            | Göteborg         | Svenska hockeyligan            | trzecie miejsce w sezonie zasadniczym       |
| Malmö Redhawks         | Malmö            | Svenska hockeyligan            | półfinalista play-off                       |
| Skellefteå AIK         | Skellefteå       | Svenska hockeyligan            | półfinalista play-off                       |
| Kärpät                 | Oulu             | Liiga                          | zwycięzca sezonu zasadniczego               |
| TPS                    | Turku            | Liiga                          | wicemistrz sezonu zasadniczego              |
| Tappara                | Tampere          | Liiga                          | półfinalista play-off                       |
| HIFK                   | Helsinki         | Liiga                          | półfinalista play-off                       |
| HC Pilzno 1929         | Pilzno           | Tipsport Ekstraliga            | mistrz sezonu zasadniczego                  |
| Mountfield HK          | Hradec Králové   | Tipsport Ekstraliga            | wicemistrz sezonu zasadniczego              |
| HC Oceláři Trzyniec    | Trzyniec         | Tipsport Ekstraliga            | półfinalista play-off                       |
| HC Kometa Brno         | Brno             | Tipsport Ekstraliga            | półfinalista play-off                       |
| ZSC Lions              | Zurych           | National League                | mistrz kraju                                |
| SC Bern                | Berno            | National League                | mistrz sezonu zasadniczego                  |
| EV Zug                 | Zug              | National League                | wicemistrz sezonu zasadniczego              |
| HC Lugano              | Lugano           | National League                | półfinalista play-off                       |
| EHC Red Bull Monachium | Monachium        | Deutsche Eishockey Liga        | mistrz kraju                                |
| Nürnberg Ice Tigers    | Norymberga       | Deutsche Eishockey Liga        | półinalista play-off                        |
| Eisbären Berlin        | Berlin           | Deutsche Eishockey Liga        | wicemistrz sezonu zasadniczego              |
| HC Bolzano             | Bolzano          | Österreichische Eishockey-Liga | mistrz kraju                                |
| Vienna Capitals        | Wiedeń           | Österreichische Eishockey-Liga | mistrz sezonu zasadniczego                  |
| EC Red Bull Salzburg   | Salzburg         | Österreichische Eishockey-Liga | wicemistrz sezonu zasadniczego              |
| HK Junost' Mińsk       | Mińsk            | Elite Ice Hockey League        | zwycięzca Pucharu Kontynentalnego 2017/2018 |
| HC 05 Banská Bystrica  | Bańska Bystrzyca | Tipsport Ekstraliga            | mistrz kraju                                |
| Nioman Grodno          | Grodno           | Ekstraliga                     | mistrz kraju                                |
| Storhamar Dragons      | Hamar            | GET-ligaen                     | mistrz kraju                                |
| Cardiff Devils         | Cardiff          | Elite Ice Hockey League        | mistrz sezonu zasadniczego                  |
| Aalborg Pirates        | Aalborg          | Metal Ligaen                   | mistrz kraju                                |
| Dragons de Rouen       | Rouen            | Ligue Magnus                   | mistrz kraju                                |
| GKS Tychy              | Tychy            | Polska Hokej Liga              | mistrz kraju                                |

## Terminarz
Terminarz nowego sezonu HLM został opublikowany 26 marca 2018.
| Faza           | Runda        | Pierwszy mecz                          | Drugi mecz                             |
| -------------- | ------------ | -------------------------------------- | -------------------------------------- |
| Faza grupowa   | Faza grupowa | od 30 sierpnia do 17 października 2018 | od 30 sierpnia do 17 października 2018 |
| Faza pucharowa | 1/8 finału   | 6 listopada 2018                       | 20-21 listopada 2018                   |
| Faza pucharowa | Ćwierćfinały | 4-5 grudzień 2018                      | 11 grudzień 2018                       |
| Faza pucharowa | Półfinały    | 8-9 stycznia 2019                      | 15-16 stycznia 2019                    |
| Faza pucharowa | Finał        | 5 lutego 2019                          | 5 lutego 2019                          |

## Losowanie
Oto podział drużyn na koszyki podczas losowania:
| Koszyk 1                                                                                          | Koszyk 2                                                                                        | Koszyk 3 | Koszyk 4 |
| ------------------------------------------------------------------------------------------------- | ----------------------------------------------------------------------------------------------- | --- | --- |
| JYP Växjö Lakers Kärpät HC Kometa Brno ZSC Lions EHC Red Bull Monachium HC Bolzano Djurgårdens IF | TPS HC Pilzno 1929 SC Bern Eisbären Berlin Vienna Capitals Skellefteå AIK Tappara Mountfield HK | EV Zug Nürnberg Ice Tigers EC Red Bull Salzburg Malmö Redhawks HIFK HC Oceláři Trzyniec HC Lugano Frölunda HC | HC 05 Banská Bystrica Nioman Grodno Storhamar Dragons Cardiff Devils Aalborg Pirates Dragons de Rouen GKS Tychy HK Junost' Mińsk |

## Faza grupowa

### Grupa A
| Lp. | Zespół          | M | Pkt | Z | WpD | PpD | P | G+ | G- | +/- |
| --- | --------------- | - | --- | - | --- | --- | - | -- | -- | --- |
| 1   | Frölunda HC     | 6 | 13  | 4 | 0   | 1   | 1 | 22 | 11 | +11 |
| 2   | ZSC Lions       | 6 | 13  | 3 | 2   | 0   | 1 | 26 | 18 | +8  |
| 3   | Vienna Capitals | 6 | 7   | 2 | 0   | 1   | 3 | 19 | 22 | -3  |
| 4   | Aalborg Pirates | 6 | 3   | 0 | 1   | 1   | 4 | 11 | 27 | -16 |

    = awans do 1/8 finału
| 30 sierpnia 2018 | ZSC Lions | 6:5 pd. | Aalborg Pirates | Hallenstadion, Zurych |

| Szczegóły      | Szczegóły | Szczegóły            | Szczegóły | Szczegóły                                                                                             |
| -------------- | --- | -------------------- | --- | --- |
| Godzina: 19:45 | T. Berni (EQ) 04:23 Ch. Marti (EQ) 17:51 K. Klein (PP) 33:11 J. Bachofner (EQ) 49:05 Ch. Baltisberger (EQ) 52:28 Ch. Marti (EQ) 60:24 | (2:2, 1:2, 2:1, 1:0) | 05:45 (EQ) N. Carstensen 18:27 (EQ) A. Harstad 29:37 (EQ) D. Friedmann 39:22 (EQ) M. Højbjerg 46:43 (SH) S. Humphries | Widzów: 2435 Sędzia główny: Vladimír Pešina Daniel Stricker Sędziowie liniowi: Simon Wust Dario Fuchs |
| Godzina: 19:45 | 4 min. kar |                      | 16 min. kar | Widzów: 2435 Sędzia główny: Vladimír Pešina Daniel Stricker Sędziowie liniowi: Simon Wust Dario Fuchs |

| 30 sierpnia 2018 | Vienna Capitals | 1:4 | Frölunda HC | Erste Bank Arena, Wiedeń |

| Szczegóły      | Szczegóły               | Szczegóły       | Szczegóły                                                                                  | Szczegóły |
| -------------- | ----------------------- | --------------- | ------------------------------------------------------------------------------------------ | --- |
| Godzina: 20:20 | P. Schneider (PP) 21:46 | (0:0, 1:3, 0:1) | 36:55 (PP2) J. Lundqvist 38:24 (EQ) L. Nässén 39:27 (EQ) M. Friberg 58:29 (PP) Ch. Genoway | Widzów: 3100 Sędzia główny: Vladimír Baluška Patrick Gruber Sędziowie liniowi: Gasper Jaka Zgonc Daniel Soos |
| Godzina: 20:20 | 18 min. kar             |                 | 14 min. kar                                                                                | Widzów: 3100 Sędzia główny: Vladimír Baluška Patrick Gruber Sędziowie liniowi: Gasper Jaka Zgonc Daniel Soos |

| 1 września 2018 | ZSC Lions | 3:2 pk. | Frölunda HC | Hallenstadion, Zurych |

| Szczegóły      | Szczegóły                                                                 | Szczegóły                 | Szczegóły                                      | Szczegóły                                                                                                   |
| -------------- | ------------------------------------------------------------------------- | ------------------------- | ---------------------------------------------- | --- |
| Godzina: 19:45 | S. Blindenbacher (EQ) 17:38 D. Sutter (EQ) 36:21 F. Pettersson (SO) 65:00 | (1:0, 1:1, 0:1, 0:0, 1:0) | 25:42 (PP) M. Friberg 43:19 (PP2) G. Lindström | Widzów: 3415 Sędzia główny: Daniel Piechaczek Marc Wiegand Sędziowie liniowi: Roman Kaderli Dominik Altmann |
| Godzina: 19:45 | 18 min. kar                                                               |                           | 12 min. kar                                    | Widzów: 3415 Sędzia główny: Daniel Piechaczek Marc Wiegand Sędziowie liniowi: Roman Kaderli Dominik Altmann |

| 1 września 2018 | Vienna Capitals | 2:3 pd. | Aalborg Pirates | Erste Bank Arena, Wiedeń |

| Szczegóły      | Szczegóły                                    | Szczegóły            | Szczegóły                                                                 | Szczegóły                                                                                                 |
| -------------- | -------------------------------------------- | -------------------- | ------------------------------------------------------------------------- | --- |
| Godzina: 20:20 | P. Schneider (PP) 06:39 R. Rotter (PP) 31:46 | (1:0, 1:2, 0:0, 0:1) | 27:25 (EQ) D. Friedmann 29:00 (EQ) J. J. Korsgaard 61:00 (PP) T. Spelling | Widzów: 2400 Sędzia główny: Andrei Schrubok Manuel Nikolić Sędziowie liniowi: Jakob Schauer Marton Nemeth |
| Godzina: 20:20 | 20 min. kar                                  |                      | 22 min. kar                                                               | Widzów: 2400 Sędzia główny: Andrei Schrubok Manuel Nikolić Sędziowie liniowi: Jakob Schauer Marton Nemeth |

| 6 września 2018 | Frölunda HC | 4:2 | ZSC Lions | Frölundaborg, Göteborg |

| Szczegóły      | Szczegóły                                                                               | Szczegóły       | Szczegóły                                  | Szczegóły |
| -------------- | --------------------------------------------------------------------------------------- | --------------- | ------------------------------------------ | --- |
| Godzina: 18:30 | C. Genoway (PP2) 23:45 V. Ekbom (EQ) 52:18 M. R. Olsen (EQ) 55:40 M. Friberg (EN) 59:23 | (0:0, 1:1, 3:1) | 22:41 (PP) R. Cervenka 58:03 (EA) P. Suter | Widzów: 2803 Sędzia główny: Antonín Jeřábek Marcus Linde Sędziowie liniowi: Henrik Pihlblad Alexander Waldejer |
| Godzina: 18:30 | 16 min. kar                                                                             |                 | 16 min. kar                                | Widzów: 2803 Sędzia główny: Antonín Jeřábek Marcus Linde Sędziowie liniowi: Henrik Pihlblad Alexander Waldejer |

| 6 września 2018 | Aalborg Pirates | 1:6 | Vienna Capitals | Cool East Arena, Aalborg |

| Szczegóły      | Szczegóły              | Szczegóły       | Szczegóły | Szczegóły                                                                                                |
| -------------- | ---------------------- | --------------- | --- | --- |
| Godzina: 19:30 | T. Spelling (PP) 48:04 | (0:1, 0:4, 1:1) | 15:22 (EQ) E. Romig 28:04 (EQ) P. Schneider 31:07 (EQ) M. Clark 34:40 (EQ) A. Nödl 38:44 (PP2) P. Schneider 43:00 (EQ) P. Schneider | Widzów: 1673 Sędzia główny: Miroslav Iarets Mads Frandsen Sędziowie liniowi: Niklas Knosen Henrik Haurum |
| Godzina: 19:30 | 10 min. kar            |                 | 8 min. kar | Widzów: 1673 Sędzia główny: Miroslav Iarets Mads Frandsen Sędziowie liniowi: Niklas Knosen Henrik Haurum |

| 8 września 2018 | Frölunda HC | 1:4 | Vienna Capitals | Frölundaborg, Göteborg |

| Szczegóły      | Szczegóły             | Szczegóły       | Szczegóły                                                                             | Szczegóły                                                                                               |
| -------------- | --------------------- | --------------- | ------------------------------------------------------------------------------------- | --- |
| Godzina: 15:00 | M. Friberg (EA) 57:07 | (0:1, 0:2, 1:1) | 09:50 (PP) R. Rotter 23:46 (EQ) K. Tessier 30:52 (EQ) C. DeSousa 58:23 (EN) R. Rotter | Widzów: 2733 Sędzia główny: Aleksi Rantala Mikael Nord Sędziowie liniowi: Johan Löfgren Andreas Nyqvist |
| Godzina: 15:00 | 35 min. kar           |                 | 35 min. kar                                                                           | Widzów: 2733 Sędzia główny: Aleksi Rantala Mikael Nord Sędziowie liniowi: Johan Löfgren Andreas Nyqvist |

| 8 września 2018 | Aalborg Pirates | 1:2 | ZSC Lions | Cool East Arena, Aalborg |

| Szczegóły      | Szczegóły              | Szczegóły       | Szczegóły                                      | Szczegóły                                                                                              |
| -------------- | ---------------------- | --------------- | ---------------------------------------------- | --- |
| Godzina: 19:00 | M. Højbjerg (PP) 17:52 | (1:0, 0:2, 0:0) | 21:33 (PP) M. Noreau 23:26 (EQ) D. Hollenstein | Widzów: 1491 Sędzia główny: Marcus Linde Thomas Andersen Sędziowie liniowi: Rene Jensen Andreas Kroyer |
| Godzina: 19:00 | 10 min. kar            |                 | 8 min. kar                                     | Widzów: 1491 Sędzia główny: Marcus Linde Thomas Andersen Sędziowie liniowi: Rene Jensen Andreas Kroyer |

| 9 października 2018 | Frölunda HC | 6:0 | Aalborg Pirates | Frölundaborg, Göteborg |

| Szczegóły      | Szczegóły | Szczegóły       | Szczegóły   | Szczegóły |
| -------------- | --- | --------------- | ----------- | --- |
| Godzina: 18:30 | M. Rosseli-Olsen (EQ) 23:36 S. Fagemo (EQ) 28:28 T. Söderlund (EQ) 43:08 G. Lindström (EQ) 53:42 S. Fagemo (PP) 56:22 S. Fagemo (EQ) 59:56 | (0:0, 2:0, 4:0) |             | Widzów: 2233 Sędzia główny: Jari-Pekka Pajula Marcus Linde Sędziowie liniowi: Henrik Pihlblad Alexander Waldejer |
| Godzina: 18:30 | 6 min. kar |                 | 10 min. kar | Widzów: 2233 Sędzia główny: Jari-Pekka Pajula Marcus Linde Sędziowie liniowi: Henrik Pihlblad Alexander Waldejer |

| 9 października 2018 | ZSC Lions | 7:4 | Vienna Capitals | Hallenstadion, Zurych |

| Szczegóły      | Szczegóły | Szczegóły       | Szczegóły                                                                          | Szczegóły                                                                                         |
| -------------- | --- | --------------- | ---------------------------------------------------------------------------------- | ------------------------------------------------------------------------------------------------- |
| Godzina: 19:45 | D. Hollenstein (EQ) 01:25 J. Bachofner (PP) 13:23 M. Miranda (EQ) 26:14 K. Klein (EQ) 38:35 P. Suter (PP) 49:45 Ch. Baltisberger (PP2) 56:23 S. Blindenbacher (EQ0 57:43 | (2:0, 2:1, 3:3) | 37:13 (PP) A. Wall 41:18 (EQ) P. Schneider 46:47 (EQ) R. Rotter 56:37 (SH) A. Wall | Widzów: 4050 Sędzia główny: Liam Sewell Marc Lemelin Sędziowie liniowi: Balazs Kovacs Dario Fuchs |
| Godzina: 19:45 | 6 min. kar |                 | 36 min. kar                                                                        | Widzów: 4050 Sędzia główny: Liam Sewell Marc Lemelin Sędziowie liniowi: Balazs Kovacs Dario Fuchs |

| 16 października 2018 | Vienna Capitals | 2:6 | ZSC Lions | Erste Bank Arena, Wiedeń |

| Szczegóły      | Szczegóły                                     | Szczegóły       | Szczegóły | Szczegóły |
| -------------- | --------------------------------------------- | --------------- | --- | --- |
| Godzina: 19:30 | P. Schneider (PP) 22:00 K. Tessier (PP) 44:07 | (0:3, 1:2, 1:1) | 02:15 (EQ) M. Miranda 11:27 (EQ) R. Červenka 18:20 (PP) Ch. Baltisberger 29:51 (PP) R. Wick 34:15 (EQ) J. Bachofner 47:26 (PP) J. Bachofner | Widzów: 2500 Sędzia główny: Antonín Jeřábek Trpimir Piragić Sędziowie liniowi: Gasper Jaka Zgonc Marton Nemeth |
| Godzina: 19:30 | 8 min. kar                                    |                 | 10 min. kar | Widzów: 2500 Sędzia główny: Antonín Jeřábek Trpimir Piragić Sędziowie liniowi: Gasper Jaka Zgonc Marton Nemeth |

| 16 października 2018 | Aalborg Pirates | 1:5 | Frölunda HC | Cool East Arena, Aalborg |

| Szczegóły      | Szczegóły              | Szczegóły       | Szczegóły | Szczegóły                                                                                                  |
| -------------- | ---------------------- | --------------- | --- | --- |
| Godzina: 19:30 | M. Højbjerg (PP) 31:22 | (0:2, 1:2, 0:1) | 06:31 (EQ) Ch. Genoway 12:04 (PP) S. Hjalmarsson 20:20 (EQ) J. Lundqvist 28:24 (EQ) P. Westerholm 45:46 (EQ) S. Stålberg | Widzów: 1774 Sędzia główny: Christian Persson Thomas Andersen Sędziowie liniowi: Henrik Haurum Rene Jensen |
| Godzina: 19:30 | 6 min. kar             |                 | 8 min. kar | Widzów: 1774 Sędzia główny: Christian Persson Thomas Andersen Sędziowie liniowi: Henrik Haurum Rene Jensen |

### Grupa B
| Lp. | Zespół                 | M | Pkt | Z | WpD | PpD | P | G+ | G- | +/- |
| --- | ---------------------- | - | --- | - | --- | --- | - | -- | -- | --- |
| 1   | Malmö Redhawks         | 6 | 12  | 4 | 0   | 0   | 2 | 24 | 16 | +8  |
| 2   | EHC Red Bull Monachium | 6 | 12  | 4 | 0   | 0   | 2 | 19 | 17 | +2  |
| 3   | TPS Turku              | 6 | 6   | 2 | 0   | 0   | 4 | 15 | 21 | -6  |
| 4   | HK Junost' Mińsk       | 6 | 6   | 2 | 0   | 0   | 4 | 13 | 17 | -4  |

    = awans do 1/8 finału
| 31 sierpnia 2018 | Malmö Redhawks | 8:4 | TPS Turku | Malmö Isstadion, Malmö |

| Szczegóły      | Szczegóły | Szczegóły       | Szczegóły                                                                           | Szczegóły                                                                                                  |
| -------------- | --- | --------------- | ----------------------------------------------------------------------------------- | --- |
| Godzina: 18:30 | L. Bryggman (EQ) 06:18 M. Sylvegård (PP) 28:11 T. Ekberg (EQ) 31:58 M. Görtz (EQ) 33:15 M. Sylvegård (PP) 37:01 L. Bryggman (EQ) 50:24 L. Bryggman (EN) 57:35 M. Sylvegård (EN) 57:57 | (1:1, 4:0, 3:3) | 16:34 (PP) Z. Budish 40:48 (PP) O. Palve 45:28 (EQ) S. Suoranta 55:04 (EQ) O. Palve | Widzów: 3328 Sędzia główny: Anton Gofman Mikael Holm Sędziowie liniowi: Ludvig Lundgren Alexander Waldejer |
| Godzina: 18:30 | 18 min. kar |                 | 12 min. kar                                                                         | Widzów: 3328 Sędzia główny: Anton Gofman Mikael Holm Sędziowie liniowi: Ludvig Lundgren Alexander Waldejer |

| 31 sierpnia 2018 | EHC Red Bull Monachium | 4:3 | HK Junost' Mińsk | Olympia-Eisstadion, Monachium |

| Szczegóły      | Szczegóły                                                                           | Szczegóły       | Szczegóły                                                                | Szczegóły |
| -------------- | ----------------------------------------------------------------------------------- | --------------- | ------------------------------------------------------------------------ | --- |
| Godzina: 19:30 | M. Voakes (EQ) 08:03 T. Parkes (EQ) 12:50 M. Voakes (SH) 21:03 T. Parkes (SH) 21:22 | (2:1, 2:1, 0:1) | 16:45 (PP) P. Wołczek 35:38 (PP) A. Protasenja 43:22 (EQ) P. Razwadowski | Widzów: 2680 Sędzia główny: Kristijan Nikolić Gordon Schukies Sędziowie liniowi: Andreas Hofer Gabriel Gaube |
| Godzina: 19:30 | 20 min. kar                                                                         |                 | 16 min. kar                                                              | Widzów: 2680 Sędzia główny: Kristijan Nikolić Gordon Schukies Sędziowie liniowi: Andreas Hofer Gabriel Gaube |

| 2 września 2018 | Malmö Redhawks | 4:1 | HK Junost' Mińsk | Malmö Isstadion, Malmö |

| Szczegóły      | Szczegóły                                                                                 | Szczegóły       | Szczegóły          | Szczegóły |
| -------------- | ----------------------------------------------------------------------------------------- | --------------- | ------------------ | --- |
| Godzina: 15:00 | L. Bryggman (EQ) 00:12 L. Bryggman (PP) 09:56 E. Sylvegård (EQ) 16:38 M. Görtz (EQ) 22:45 | (3:0, 1:1, 0:0) | 36:05 (EQ) E. Grin | Widzów: 2320 Sędzia główny: Christian Persson Andreas Harnebring Sędziowie liniowi: Ludvig Lundgren Anders Nyqvist |
| Godzina: 15:00 | 8 min. kar                                                                                |                 | 6 min. kar         | Widzów: 2320 Sędzia główny: Christian Persson Andreas Harnebring Sędziowie liniowi: Ludvig Lundgren Anders Nyqvist |

| 2 września 2018 | EHC Red Bull Monachium | 5:1 | TPS Turku | Olympia-Eisstadion, Monachium |

| Szczegóły      | Szczegóły | Szczegóły       | Szczegóły              | Szczegóły |
| -------------- | --- | --------------- | ---------------------- | --- |
| Godzina: 17:00 | M. Christensen (PP) 22:47 T. Parkes (PP) 35:30 M. Christensen (PP) 45:03 J. Shugg (PP) 45:54 M. Christensen (PP) 59:35 | (0:0, 2:0, 3:1) | 56:28 (PP) S. Suoranta | Widzów: 2430 Sędzia główny: Marcus Linde Marian Rohatsch Sędziowie liniowi: Kilian Hinterdobler Tobias Schwenk |
| Godzina: 17:00 | 14 min. kar |                 | 20 min. kar            | Widzów: 2430 Sędzia główny: Marcus Linde Marian Rohatsch Sędziowie liniowi: Kilian Hinterdobler Tobias Schwenk |

| 6 września 2018 | HK Junost’ Mińsk | 6:2 | Malmö Redhawks | Cziżowka-Ariena, Mińsk |

| Szczegóły      | Szczegóły | Szczegóły       | Szczegóły                                     | Szczegóły |
| -------------- | --- | --------------- | --------------------------------------------- | --- |
| Godzina: 18:00 | E. Grin (PP) 02:01 J. Gajnietdinow (EQ) 04:34 M. Stefanowicz (PP) 20:37 A. Kogaliew (PP) 38:31 A. Kułakow (PP) 54:54 A. Kogaliew (EQ) 58:47 | (2:0, 2:0, 2:2) | 40:35 (PP) K. Komarek 59:49 (EQ) M. S. Setkow | Widzów: 3469 Sędzia główny: Joris Müller Petr Amosov Sędziowie liniowi: Aleh Kliaszczeunikau Mikita Paliakou |
| Godzina: 18:00 | 16 min. kar |                 | 22 min. kar                                   | Widzów: 3469 Sędzia główny: Joris Müller Petr Amosov Sędziowie liniowi: Aleh Kliaszczeunikau Mikita Paliakou |

| 6 września 2018 | TPS Turku | 5:3 | EHC Red Bull Monachium | Gatorade Center, Turku |

| Szczegóły      | Szczegóły                                                                                                | Szczegóły       | Szczegóły                                                        | Szczegóły                                                                                                   |
| -------------- | --- | --------------- | ---------------------------------------------------------------- | --- |
| Godzina: 18:00 | L. Pajuniemi (EQ) 26:19 K. Kakko (EQ) 34:08 Z. Budish (PP) 45:32 O. Palve (EQ) 58:41 M. Nurmi (EN) 59:37 | (0:1, 2:1, 3:1) | 14:58 (EQ) T. Parkes 33:02 (EQ) T. Parkes 51:25 (PP) J. Mitchell | Widzów: 2643 Sędzia główny: Andreas Harnebring Mikko Kaukokari Sędziowie liniowi: Niko Jusi Samuli Niskanen |
| Godzina: 18:00 | 37 min. kar                                                                                              |                 | 39 min. kar                                                      | Widzów: 2643 Sędzia główny: Andreas Harnebring Mikko Kaukokari Sędziowie liniowi: Niko Jusi Samuli Niskanen |

| 8 września 2018 | TPS Turku | 1:2 | Malmö Redhawks | Gatorade Center, Turku |

| Szczegóły      | Szczegóły            | Szczegóły       | Szczegóły                                 | Szczegóły |
| -------------- | -------------------- | --------------- | ----------------------------------------- | --- |
| Godzina: 18:00 | K. Kakko (PEN) 04:40 | (1:1, 0:0, 0:1) | 15:41 (EQ) M. Janolhs 42:12 (PP) N. Hardt | Widzów: 2740 Sędzia główny: Daniel Piechaczek Kristian Vikman Sędziowie liniowi: Jere Koskela Tommi Niittylä |
| Godzina: 18:00 | 10 min. kar          |                 | 12 min. kar                               | Widzów: 2740 Sędzia główny: Daniel Piechaczek Kristian Vikman Sędziowie liniowi: Jere Koskela Tommi Niittylä |

| 9 września 2018 | HK Junost' Mińsk | 0:3 | EHC Red Bull Monachium | Cziżowka-Ariena, Mińsk |

| Szczegóły      | Szczegóły  | Szczegóły       | Szczegóły                                                      | Szczegóły |
| -------------- | ---------- | --------------- | -------------------------------------------------------------- | --- |
| Godzina: 16:00 |            | (0:1, 0:0, 0:2) | 06:42 (EQ) T. Parkes 45:58 (EQ) M. Kastner 55:10 (PP) P. Hager | Widzów: 5563 Sędzia główny: Miroslav Stolc Andriej Szrubok Sędziowie liniowi: W0iktor Zinczenko Arciom Łabzou |
| Godzina: 16:00 | 8 min. kar |                 | 10 min. kar                                                    | Widzów: 5563 Sędzia główny: Miroslav Stolc Andriej Szrubok Sędziowie liniowi: W0iktor Zinczenko Arciom Łabzou |

| 9 października 2018 | TPS Turku | 3:1 | HK Junost' Mińsk | Gatorade Center, Turku |

| Szczegóły      | Szczegóły                                                       | Szczegóły       | Szczegóły                 | Szczegóły                                                                                            |
| -------------- | --------------------------------------------------------------- | --------------- | ------------------------- | --- |
| Godzina: 18:00 | O. Siiki (EQ) 08:30 I. Filppula (EQ) 20:27 Z. Budish (PP) 53:41 | (1:0, 1:1, 1:0) | 33:26 (EQ) M. Stefanowicz | Widzów: 2121 Sędzia główny: Andreas Harnebring Joonas Kova Sędziowie liniowi: Niko Jusi Jere Koskela |
| Godzina: 18:00 | 8 min. kar                                                      |                 | 10 min. kar               | Widzów: 2121 Sędzia główny: Andreas Harnebring Joonas Kova Sędziowie liniowi: Niko Jusi Jere Koskela |

| 9 października 2018 | EHC Red Bull Monachium | 3:2 | Malmö Redhawks | Olympia-Eisstadion, Monachium |

| Szczegóły      | Szczegóły                                                                 | Szczegóły       | Szczegóły                                     | Szczegóły |
| -------------- | ------------------------------------------------------------------------- | --------------- | --------------------------------------------- | --- |
| Godzina: 19:30 | J. Mayenschein (EQ) 09:19 M. Kastner (EQ) 46:24 J. Mayenschein (EQ) 59:59 | (1:0, 0:1, 2:1) | 27:27 (PP) F. Händemark 50:19 (PP) C-J. Lerby | Widzów: 1970 Sędzia główny: Manuel Nikolić Daniel Piechaczek Sędziowie liniowi: Tobias Schwenk Marius Wölzmüller |
| Godzina: 19:30 | 14 min. kar                                                               |                 | 12 min. kar                                   | Widzów: 1970 Sędzia główny: Manuel Nikolić Daniel Piechaczek Sędziowie liniowi: Tobias Schwenk Marius Wölzmüller |

| 16 października 2018 | Malmö Redhawks | 6:1 | EHC Red Bull Monachium | Malmö Isstadion, Malmö |

| Szczegóły      | Szczegóły | Szczegóły       | Szczegóły            | Szczegóły |
| -------------- | --- | --------------- | -------------------- | --- |
| Godzina: 18:30 | M. Janolhs (EQ) 09:02 M. Görtz (PP) 35:09 F. Händemark (EQ) 42:49 E. Sylvegård (PP) 53:12 K. Komarek (EQ) 57:13 M. Janolhs (EQ)(EN) 59:40 | (1:0, 1:1, 4:0) | 26:00 (EQ) M. Voakes | Widzów: 2355 Sędzia główny: Marc Wannersted Andreas Harnebring Sędziowie liniowi: Ludvig Lundgren Anders Nyqvist |
| Godzina: 18:30 | 6 min. kar |                 | 16 min. kar          | Widzów: 2355 Sędzia główny: Marc Wannersted Andreas Harnebring Sędziowie liniowi: Ludvig Lundgren Anders Nyqvist |

| 17 października 2018 | HK Junost’ Mińsk | 2:1 | TPS Turku | Cziżowka-Ariena, Mińsk |

| Szczegóły      | Szczegóły                                      | Szczegóły       | Szczegóły                 | Szczegóły |
| -------------- | ---------------------------------------------- | --------------- | ------------------------- | --- |
| Godzina: 18:00 | K. Brykun (PP) 05:20 M. Stefanowicz (PP) 59:40 | (1:0, 0:0, 1:1) | 50:56 (EQ) P. Björkstrand | Widzów: 4522 Sędzia główny: Ladislav Smetana Miroslav Iarets Sędziowie liniowi: Aleh Kliashcheunikau Mikita Paliakou |
| Godzina: 18:00 | 6 min. kar                                     |                 | 8 min. kar                | Widzów: 4522 Sędzia główny: Ladislav Smetana Miroslav Iarets Sędziowie liniowi: Aleh Kliashcheunikau Mikita Paliakou |

### Grupa C
| Lp. | Zespół         | M | Pkt | Z | WpD | PpD | P | G+ | G- | +/- |
| --- | -------------- | - | --- | - | --- | --- | - | -- | -- | --- |
| 1   | Skellefteå AIK | 6 | 14  | 4 | 0   | 2   | 0 | 27 | 13 | +14 |
| 2   | HC Bolzano     | 6 | 10  | 2 | 2   | 0   | 2 | 20 | 16 | +4  |
| 3   | HIFK           | 6 | 9   | 2 | 1   | 1   | 2 | 14 | 18 | -4  |
| 4   | GKS Tychy      | 6 | 3   | 1 | 0   | 0   | 5 | 16 | 30 | -14 |

    = awans do 1/8 finału
| 31 sierpnia 2018 | GKS Tychy | 3:5 | IFK Helsinki | Stadion Zimowy, Tychy |

| Szczegóły      | Szczegóły                                                       | Szczegóły       | Szczegóły | Szczegóły                                                                                             |
| -------------- | --------------------------------------------------------------- | --------------- | --- | --- |
| Godzina: 17:30 | T. Sýkora (EQ) 04:33 F. Komorski (EQ) 29:27 M. Cichy (EQ) 31:05 | (1:1, 2:2, 0:2) | 18:09 (EQ) J. Motin 26:35 (EQ) R. O'Connor 32:40 (EQ) M. Kankaanperä 43:19 (EQ) J. Motin 52:12 (EQ) L. Lessio | Widzów: 2018 Sędzia główny: Miha Bulovec Michael Baca Sędziowie liniowi: Rafał Noworyta Paweł Kosidło |
| Godzina: 17:30 | 8 min. kar                                                      |                 | 8 min. kar | Widzów: 2018 Sędzia główny: Miha Bulovec Michael Baca Sędziowie liniowi: Rafał Noworyta Paweł Kosidło |

| 31 sierpnia 2018 | HC Bolzano | 4:3 pk. | Skellefteå AIK | PalaOnda, Bolzano |

| Szczegóły      | Szczegóły                                                                             | Szczegóły                 | Szczegóły                                                             | Szczegóły |
| -------------- | ------------------------------------------------------------------------------------- | ------------------------- | --------------------------------------------------------------------- | --- |
| Godzina: 19:45 | D. Catenacci (EQ) 00:38 M. Blunden (EQ) 14:10 M. Insam (PP) 36:43 A. Petan (SO) 65:00 | (2:1, 1:1, 0:1, 0:0, 1:0) | 14:32 (EQ) L. Lindström 20:46 (EQ) F. Berglund 54:21 (EQ) J. Aaltonen | Widzów: 3011 Sędzia główny: Marian Rohatsch Miroslav Stolc Sędziowie liniowi: Ulrich Pardatscher David Nothegger |
| Godzina: 19:45 | 4 min. kar                                                                            |                           | 4 min. kar                                                            | Widzów: 3011 Sędzia główny: Marian Rohatsch Miroslav Stolc Sędziowie liniowi: Ulrich Pardatscher David Nothegger |

| 2 września 2018 | GKS Tychy | 1:8 | Skellefteå AIK | Stadion Zimowy, Tychy |

| Szczegóły      | Szczegóły                | Szczegóły       | Szczegóły | Szczegóły                                                                                          |
| -------------- | ------------------------ | --------------- | --- | -------------------------------------------------------------------------------------------------- |
| Godzina: 15:30 | A. Szczechura (EQ) 26:00 | (0:3, 1:4, 0:1) | 05:25 (EQ) J. Ericsson 11:37 (EQ) P. Norén 13:26 (EQ) O. Möller 24:39 (EQ) F. Berglund 27:30 (EQ) E. Hedberg 32:08 (EQ) P. Granberg 34:08 (EQ) J. Pudas 49:07 (PP) E. Djuse | Widzów: 2318 Sędzia główny: Robin Šír Przemysław Kępa Sędziowie liniowi: Paweł Kosidło Wiktor Zień |
| Godzina: 15:30 | 12 min. kar              |                 | 12 min. kar | Widzów: 2318 Sędzia główny: Robin Šír Przemysław Kępa Sędziowie liniowi: Paweł Kosidło Wiktor Zień |

| 2 września 2018 | HC Bolzano | 4:1 | IFK Helsinki | PalaOnda, Bolzano |

| Szczegóły      | Szczegóły                                                                             | Szczegóły       | Szczegóły              | Szczegóły |
| -------------- | ------------------------------------------------------------------------------------- | --------------- | ---------------------- | --- |
| Godzina: 18:30 | M. Insam (PP) 23:37 M. Blunden (EQ) 27:31 M. Blunden (PP) 36:48 B. Findlay (EQ) 47:57 | (0:1, 3:0, 1:0) | 04:14 (EQ) R. O’Connor | Widzów: 3760 Sędzia główny: Vladimír Snášel Kristijan Nikolić Sędziowie liniowi: Elias Seewald Ulrich Pardatscher |
| Godzina: 18:30 | 49 min. kar                                                                           |                 | 16 min. kar            | Widzów: 3760 Sędzia główny: Vladimír Snášel Kristijan Nikolić Sędziowie liniowi: Elias Seewald Ulrich Pardatscher |

| 6 września 2018 | IFK Helsinki | 1:2 pd. | HC Bolzano | Helsingin Jäähalli, Helsinki |

| Szczegóły      | Szczegóły            | Szczegóły            | Szczegóły                                   | Szczegóły                                                                                                |
| -------------- | -------------------- | -------------------- | ------------------------------------------- | --- |
| Godzina: 18:00 | T. Eronen (PP) 21:25 | (0:0, 1:1, 0:0, 0:1) | 32:00 (PP) I. de Luca 65:00 (SO) M. Carozza | Widzów: 4642 Sędzia główny: Andris Ansons Aaro Brännare Sędziowie liniowi: Lauri Nikulainen Jani Pesonen |
| Godzina: 18:00 | 8 min. kar           |                      | 16 min. kar                                 | Widzów: 4642 Sędzia główny: Andris Ansons Aaro Brännare Sędziowie liniowi: Lauri Nikulainen Jani Pesonen |

| 6 września 2018 | Skellefteå AIK | 6:2 | GKS Tychy | Skellefteå Kraft Arena, Skellefteå |

| Szczegóły      | Szczegóły | Szczegóły       | Szczegóły                                    | Szczegóły                                                                                                  |
| -------------- | --- | --------------- | -------------------------------------------- | --- |
| Godzina: 18:30 | P. Granberg (EQ) 19:15 E. Hedberg (EQ) 21:28 J. Berggren (EQ) 27:44 A. Eriksson (SH) 43:28 J. Lindström (PP) 48:21 B. Holloway (PP) 50:58 | (1:1, 2:0, 3:1) | 01:29 (PP) J. Witecki 55:29 (PP) F. Komorski | Widzów: 2131 Sędzia główny: Geoffrey Barcelo Linus Öhlund Sędziowie liniowi: Johannes Käck Emil Yletyienen |
| Godzina: 18:30 | 10 min. kar |                 | 14 min. kar                                  | Widzów: 2131 Sędzia główny: Geoffrey Barcelo Linus Öhlund Sędziowie liniowi: Johannes Käck Emil Yletyienen |

| 8 września 2018 | Skellefteå AIK | 2:1 | HC Bolzano | Skellefteå Kraft Arena, Skellefteå |

| Szczegóły      | Szczegóły                                    | Szczegóły       | Szczegóły           | Szczegóły                                                                                               |
| -------------- | -------------------------------------------- | --------------- | ------------------- | --- |
| Godzina: 15:00 | O. Möller (EQ) 26:24 L. Lindström (EQ) 41:41 | (0:1, 1:0, 1:0) | 03:41 (PP) M. Insam | Widzów: 2096 Sędzia główny: Petri Lindqvist Tobias Björk Sędziowie liniowi: Johannes Käck Jan Sandström |
| Godzina: 15:00 | 12 min. kar                                  |                 | 18 min. kar         | Widzów: 2096 Sędzia główny: Petri Lindqvist Tobias Björk Sędziowie liniowi: Johannes Käck Jan Sandström |

| 8 września 2018 | IFK Helsinki | 2:1 | GKS Tychy | Helsingin Jäähalli, Helsinki |

| Szczegóły      | Szczegóły                                  | Szczegóły       | Szczegóły                | Szczegóły                                                                                               |
| -------------- | ------------------------------------------ | --------------- | ------------------------ | --- |
| Godzina: 18:00 | T. Eronen (PP2) 11:10 T. Eronen (PP) 52:24 | (1:0, 0:0, 1:1) | 47:13 (EQ) A. Szczechura | Widzów: 4271 Sędzia główny: Milan Zrnić Jari-Pekka Pajula Sędziowie liniowi: Henri Neva Samuli Niskanen |
| Godzina: 18:00 | 10 min. kar                                |                 | 12 min. kar              | Widzów: 4271 Sędzia główny: Milan Zrnić Jari-Pekka Pajula Sędziowie liniowi: Henri Neva Samuli Niskanen |

| 9 października 2018 | IFK Helsinki | 1:5 | Skellefteå AIK | Helsingin Jäähalli, Helsinki |

| Szczegóły      | Szczegóły            | Szczegóły       | Szczegóły | Szczegóły |
| -------------- | -------------------- | --------------- | --- | --- |
| Godzina: 18:00 | T. Eronen (PP) 17:37 | (1:1, 0:0, 0:4) | 10:16 (EQ) A. Wingerli 41:16 (EQ) O. Möller 43:34 (PP) O. Möller 44:14 (SH) A. Pettersson 54:56 (EQ)(EN) O. Möller | Widzów: 4109 Sędzia główny: Andrei Schrubok Petri Lindqvist Sędziowie liniowi: Lauri Nikulainen Jani Pesonen |
| Godzina: 18:00 | 6 min. kar           |                 | 16 min. kar | Widzów: 4109 Sędzia główny: Andrei Schrubok Petri Lindqvist Sędziowie liniowi: Lauri Nikulainen Jani Pesonen |

| 10 października 2018 | GKS Tychy | 5:3 | HC Bolzano | Stadion Zimowy, Tychy |

| Szczegóły      | Szczegóły | Szczegóły       | Szczegóły                                                         | Szczegóły |
| -------------- | --- | --------------- | ----------------------------------------------------------------- | --- |
| Godzina: 17:30 | A. Michnow (SH) 06:16 M. Cichy (EQ) 17:45 G. Klimenko (EQ) 21:54 M. Cichy (PP) 53:43 B. Jeziorski (EQ)(EN) 59:29 | (2:2, 1:1, 2:0) | 14:22 (EQ) A. Bernard 18:03 (EQ) M. Insam 38:21 (SH) A. Crescenzi | Widzów: 2158 Sędzia główny: Ladislav Smetana Michael Baca Sędziowie liniowi: Wojciech Moszczyński Wiktor Zień |
| Godzina: 17:30 | 8 min. kar |                 | 8 min. kar                                                        | Widzów: 2158 Sędzia główny: Ladislav Smetana Michael Baca Sędziowie liniowi: Wojciech Moszczyński Wiktor Zień |

| 16 października 2018 | Skellefteå AIK | 3:4 pd. | IFK Helsinki | Skellefteå Kraft Arena, Skellefteå |

| Szczegóły      | Szczegóły                                                        | Szczegóły            | Szczegóły                                                                                       | Szczegóły                                                                                                 |
| -------------- | ---------------------------------------------------------------- | -------------------- | ----------------------------------------------------------------------------------------------- | --- |
| Godzina: 18:30 | J. Aaltonen (EQ) 16:41 O. Möller (PP) 31:59 O. Möller (EQ) 42:24 | (1:1, 1:0, 1:2, 0:1) | 04:41 (PP) J. Tyrväinen 48:45 (EQ) M. Kankaanperä 58:50 (EQ) J. Tyrväinen 63:11 (EQ) L. Petrell | Widzów: 1522 Sędzia główny: Daniel Stricker Tobias Björk Sędziowie liniowi: Emil Yletyienen Johannes Käck |
| Godzina: 18:30 | 12 min. kar                                                      |                      | 39 min. kar                                                                                     | Widzów: 1522 Sędzia główny: Daniel Stricker Tobias Björk Sędziowie liniowi: Emil Yletyienen Johannes Käck |

| 16 października 2018 | HC Bolzano | 6:4 | GKS Tychy | PalaOnda, Bolzano |

| Szczegóły      | Szczegóły | Szczegóły       | Szczegóły                                                                                   | Szczegóły |
| -------------- | --- | --------------- | ------------------------------------------------------------------------------------------- | --- |
| Godzina: 19:45 | M. Blunden (EQ) 09:59 L. Frigo (EQ) 18:53 M. Blunden (EQ) 28:57 M. Insam (EQ) 30:01 M. Kuparinen (EQ) 47:00 M. Kuparinen (EQ) 50:20 | (2:0, 2:3, 2:1) | 30:22 (EQ) R. Galant 31:49 (EQ) J. Rzeszutko 38:07 (PP) A. Michnow 42:58 (EQ) A. Szczechura | Widzów: 3010 Sędzia główny: Miroslav Stolc Manuel Nikolić Sędziowie liniowi: Ulrich Pardatscher Jakob Schauer |
| Godzina: 19:45 | 8 min. kar |                 | 8 min. kar                                                                                  | Widzów: 3010 Sędzia główny: Miroslav Stolc Manuel Nikolić Sędziowie liniowi: Ulrich Pardatscher Jakob Schauer |

### Grupa D
| Lp. | Zespół           | M | Pkt | Z | WpD | PpD | P | G+ | G- | +/- |
| --- | ---------------- | - | --- | - | --- | --- | - | -- | -- | --- |
| 1   | EV Zug           | 6 | 16  | 5 | 0   | 1   | 0 | 22 | 12 | +10 |
| 2   | HC Kometa Brno   | 6 | 9   | 3 | 0   | 0   | 3 | 18 | 16 | +2  |
| 3   | Eisbären Berlin  | 6 | 6   | 2 | 0   | 0   | 4 | 17 | 21 | -4  |
| 4   | HK Nioman Grodno | 6 | 5   | 1 | 1   | 0   | 4 | 14 | 22 | -8  |

    = awans do 1/8 finału
| 31 sierpnia 2018 | Nioman Grodno | 4:2 | HC Kometa Brno | Arena Grodno, Grodno |

| Szczegóły      | Szczegóły                                                                                 | Szczegóły       | Szczegóły                                  | Szczegóły                                                                                                 |
| -------------- | ----------------------------------------------------------------------------------------- | --------------- | ------------------------------------------ | --- |
| Godzina: 18:00 | S. Smurow (EQ) 10:02 A. Jelisienko (EQ) 24:01 S. Smurow (EQ) 38:04 A. Maljawko (EQ) 43:34 | (1:0, 2:2, 1:0) | 27:59 (PP) J. Hruska 30:00 (EQ) J. Štencel | Widzów: 2385 Sędzia główny: Mikko Kaukokari Petr Amosov Sędziowie liniowi: Wiktor Zinczenko Arciom Labzou |
| Godzina: 18:00 | 6 min. kar                                                                                |                 | 10 min. kar                                | Widzów: 2385 Sędzia główny: Mikko Kaukokari Petr Amosov Sędziowie liniowi: Wiktor Zinczenko Arciom Labzou |

| 31 sierpnia 2018 | Eisbären Berlin | 3:5 | EV Zug | Mercedes-Benz Arena, Berlin |

| Szczegóły      | Szczegóły                                                      | Szczegóły       | Szczegóły                                                                                                  | Szczegóły                                                                                        |
| -------------- | -------------------------------------------------------------- | --------------- | --- | ------------------------------------------------------------------------------------------------ |
| Godzina: 19:30 | M. Dupont (EQ) 14:22 M. Olver (EQ) 22:02 M. Noebels (PP) 23:07 | (1:1, 2:2, 0:2) | 14:44 (EQ) D. Simion 32:40 (PP) R. Diaz 37:16 (PP) L. Martschini 40:25 (PP) V. Stålberg 58:32 (SH) R. Suri | Widzów: 3525 Sędzia główny: Marcus Linde Marc Iwert Sędziowie liniowi: Jonas Merten Maksim Cepik |
| Godzina: 19:30 | 16 min. kar                                                    |                 | 6 min. kar                                                                                                 | Widzów: 3525 Sędzia główny: Marcus Linde Marc Iwert Sędziowie liniowi: Jonas Merten Maksim Cepik |

| 2 września 2018 | Nioman Grodno | 2:4 | EV Zug | Arena Grodno, Grodno |

| Szczegóły      | Szczegóły                                   | Szczegóły       | Szczegóły                                                                               | Szczegóły |
| -------------- | ------------------------------------------- | --------------- | --------------------------------------------------------------------------------------- | --- |
| Godzina: 16:00 | A. Maljawko (EQ) 43:41 S. Smurow (EQ) 49:25 | (0:0, 0:1, 2:3) | 38:08 (EQ) L. Martschini 45:08 (EQ) D. Lammer 57:56 (EQ) R. Suri 59:12 (EN) D. McIntyre | Widzów: 2513 Sędzia główny: Mikko Kaukokari Władimir Naliwajko Sędziowie liniowi: Nazar Slezow Aliaksandr Jałaszeuski |
| Godzina: 16:00 | 8 min. kar                                  |                 | 31 min. kar                                                                             | Widzów: 2513 Sędzia główny: Mikko Kaukokari Władimir Naliwajko Sędziowie liniowi: Nazar Slezow Aliaksandr Jałaszeuski |

| 2 września 2018 | Eisbären Berlin | 2:3 | HC Kometa Brno | Mercedes-Benz Arena, Berlin |

| Szczegóły      | Szczegóły                                    | Szczegóły       | Szczegóły                                                           | Szczegóły                                                                                             |
| -------------- | -------------------------------------------- | --------------- | ------------------------------------------------------------------- | --- |
| Godzina: 17:00 | M. Buchwieser (EQ) 39:47 C. Smith (EQ) 53:46 | (0:0, 1:3, 1:0) | 24:53 (EQ) M. Dočekal 30:52 (PP) J. Hruska 35:05 (EQ) K. Plášek ml. | Widzów: 3030 Sędzia główny: Stephan Eichmann Lasse Kopitz Sędziowie liniowi: Wayne Gerth Jonas Merten |
| Godzina: 17:00 | 14 min. kar                                  |                 | 10 min. kar                                                         | Widzów: 3030 Sędzia główny: Stephan Eichmann Lasse Kopitz Sędziowie liniowi: Wayne Gerth Jonas Merten |

| 6 września 2018 | HC Kometa Brno | 6:2 | Nioman Grodno | DRFG Arena, Brno |

| Szczegóły      | Szczegóły | Szczegóły       | Szczegóły                                | Szczegóły                                                                                                   |
| -------------- | --- | --------------- | ---------------------------------------- | --- |
| Godzina: 18:00 | L. Horký (EQ) 05:17 L. Nahodil (PP) 07:47 L. Horký (EQ) 11:10 J. Mikus (PP) 33:02 J. Hruska (EQ) 48:41 L. Horký (EQ) 57:26 | (3:1, 1:1, 2:0) | 02:34 (EQ) A. Lewsza 31:31 (PP) A. Kisły | Widzów: 3240 Sędzia główny: Manuel Nikolić Vladimír Pešina Sędziowie liniowi: Miroslav Lhotský Jiří Svoboda |
| Godzina: 18:00 | 18 min. kar |                 | 16 min. kar                              | Widzów: 3240 Sędzia główny: Manuel Nikolić Vladimír Pešina Sędziowie liniowi: Miroslav Lhotský Jiří Svoboda |

| 7 września 2018 | EV Zug | 6:1 | Eisbären Berlin | Bossard Arena, Zug |

| Szczegóły      | Szczegóły | Szczegóły       | Szczegóły            | Szczegóły                                                                                                |
| -------------- | --- | --------------- | -------------------- | --- |
| Godzina: 19:45 | C. Klingberg (PP) 14:51 V. Stålberg (EQ) 30:50 M. Zyrd (PP) 34:54 L. Martschini (EQ) 35:34 Y.-L. Albrecht (EQ) 45:20 G. Roe (EQ) 47:05 | (1:1, 3:0, 2:0) | 10:31 (EQ) J. Müller | Widzów: 4246 Sędzia główny: Oldřich Hejduk Marc Wiegand Sędziowie liniowi: David Obwegeser Roman Kaderli |
| Godzina: 19:45 | 14 min. kar |                 | 18 min. kar          | Widzów: 4246 Sędzia główny: Oldřich Hejduk Marc Wiegand Sędziowie liniowi: David Obwegeser Roman Kaderli |

| 8 września 2018 | EV Zug | 2:3 pd. | Nioman Grodno | Bossard Arena, Zug |

| Szczegóły      | Szczegóły                                    | Szczegóły            | Szczegóły                                                    | Szczegóły |
| -------------- | -------------------------------------------- | -------------------- | ------------------------------------------------------------ | --- |
| Godzina: 17:00 | D. Simion (EQ) 12:04 C. Klingberg (EQ) 57:29 | (1:0, 0:1, 1:1, 0:1) | 20:45 (PP) A. Kisły 54:52 (EQ) A. Kisły 64:56 (EQ) A. Lewsza | Widzów: 2559 Sędzia główny: Trpimir Piragić Michael Tscherring Sędziowie liniowi: Balazs Kovacs Cedric Borga |
| Godzina: 17:00 | 14 min. kar                                  |                      | 14 min. kar                                                  | Widzów: 2559 Sędzia główny: Trpimir Piragić Michael Tscherring Sędziowie liniowi: Balazs Kovacs Cedric Borga |

| 9 września 2018 | HC Kometa Brno | 4:3 | Eisbären Berlin | DRFG Arena, Brno |

| Szczegóły      | Szczegóły                                                                             | Szczegóły       | Szczegóły                                                           | Szczegóły                                                                                             |
| -------------- | ------------------------------------------------------------------------------------- | --------------- | ------------------------------------------------------------------- | --- |
| Godzina: 17:00 | P. Holik (PP) 11:31 M. Dočekal (EQ) 15:58 P. Mueller (PP2) 31:45 A. Mallet (PP) 42:59 | (2:2, 1:1, 1:0) | 06:03 (PP) S. Backman 09:15 (EQ) J. Sheppard 37:00 (PP) J. MacQueen | Widzów: 4056 Sędzia główny: Vladimír Baluška Adam Kika Sędziowie liniowi: Jiří Gebauer Václav Hanzlík |
| Godzina: 17:00 | 18 min. kar                                                                           |                 | 16 min. kar                                                         | Widzów: 4056 Sędzia główny: Vladimír Baluška Adam Kika Sędziowie liniowi: Jiří Gebauer Václav Hanzlík |

| 10 października 2018 | HC Kometa Brno | 2:3 | EV Zug | DRFG Arena, Brno |

| Szczegóły      | Szczegóły                                 | Szczegóły       | Szczegóły                                                            | Szczegóły                                                                                             |
| -------------- | ----------------------------------------- | --------------- | -------------------------------------------------------------------- | --- |
| Godzina: 18:00 | O. Němec (EQ) 06:11 D. Mikyska (EQ) 08:02 | (2:0, 0:0, 0:3) | 48:50 (EQ) L. Martschini 56:08 (EQ) Y-L. Albrecht 58:28 (EQ) R. Suri | Widzów: 3022 Sędzia główny: Marc Wannersted Robin Šír Sędziowie liniowi: Václav Hanzlík Jiří Ondráček |
| Godzina: 18:00 | 12 min. kar                               |                 | 2 min. kar                                                           | Widzów: 3022 Sędzia główny: Marc Wannersted Robin Šír Sędziowie liniowi: Václav Hanzlík Jiří Ondráček |

| 10 października 2018 | Eisbären Berlin | 4:1 | Nioman Grodno | Mercedes-Benz Arena, Berlin |

| Szczegóły      | Szczegóły                                                                              | Szczegóły       | Szczegóły                | Szczegóły                                                                                           |
| -------------- | -------------------------------------------------------------------------------------- | --------------- | ------------------------ | --------------------------------------------------------------------------------------------------- |
| Godzina: 19:30 | B. Ranford (EQ) 14:48 J. Sheppard (EQ) 31:20 M. Noebels (EQ) 32:08 C. Smith (EQ) 41:39 | (1:1, 2:0, 1:0) | 16:29 (EQ) A. Jelisienko | Widzów: 4110 Sędzia główny: Jan Hribik Marc Iwert Sędziowie liniowi: Nikolaj Ponomarjow Wayne Gerth |
| Godzina: 19:30 | 12 min. kar                                                                            |                 | 6 min. kar               | Widzów: 4110 Sędzia główny: Jan Hribik Marc Iwert Sędziowie liniowi: Nikolaj Ponomarjow Wayne Gerth |

| 16 października 2018 | Nioman Grodno | 2:4 | Eisbären Berlin | Arena Grodno, Grodno |

| Szczegóły      | Szczegóły                                     | Szczegóły       | Szczegóły                                                                                | Szczegóły |
| -------------- | --------------------------------------------- | --------------- | ---------------------------------------------------------------------------------------- | --- |
| Godzina: 18:00 | S. Maljawko (EQ) 10:05 Nikita Orłow (EQ 25:56 | (1:1, 1:1, 0:2) | 01:09 (EQ) D. Fischbuch 35:02 (EQ) B. Ranford 51:49 (EQ) S. Backman 56:04 (EQ) M. Dupont | Widzów: 2130 Sędzia główny: Lasse Heikkinen Vladimir Nalivaiko Sędziowie liniowi: Nazar Słeżow Aliaksandr Jałaszeuski |
| Godzina: 18:00 | 6 min. kar                                    |                 | 8 min. kar                                                                               | Widzów: 2130 Sędzia główny: Lasse Heikkinen Vladimir Nalivaiko Sędziowie liniowi: Nazar Słeżow Aliaksandr Jałaszeuski |

| 16 października 2018 | EV Zug | 2:1 | HC Kometa Brno | Bossard Arena, Zug |

| Szczegóły      | Szczegóły                                 | Szczegóły       | Szczegóły            | Szczegóły                                                                                                |
| -------------- | ----------------------------------------- | --------------- | -------------------- | --- |
| Godzina: 19:45 | D. Lammer (EQ) 05:16 D. Simion (EQ) 17:19 | (2:0, 0:1, 0:0) | 20:27 (EQ) J. Hruška | Widzów: 4810 Sędzia główny: Mikael Sjöqvist Marc Wiegand Sędziowie liniowi: Cedric Borga Franco Castelli |
| Godzina: 19:45 | 10 min. kar                               |                 | 4 min. kar           | Widzów: 4810 Sędzia główny: Mikael Sjöqvist Marc Wiegand Sędziowie liniowi: Cedric Borga Franco Castelli |

### Grupa E
| Lp. | Zespół              | M | Pkt | Z | WpD | PpD | P | G+ | G- | +/- |
| --- | ------------------- | - | --- | - | --- | --- | - | -- | -- | --- |
| 1   | Tappara             | 6 | 15  | 4 | 1   | 1   | 0 | 29 | 12 | +17 |
| 2   | Storhamar Dragons   | 6 | 9   | 2 | 1   | 1   | 2 | 17 | 20 | -3  |
| 3   | Djurgårdens IF      | 6 | 8   | 2 | 1   | 0   | 3 | 21 | 19 | +2  |
| 4   | HC Oceláři Trzyniec | 6 | 4   | 1 | 0   | 1   | 4 | 13 | 29 | -16 |

    = awans do 1/8 finału
| 31 sierpnia 2018 | HC Oceláři Trzyniec | 1:6 | Djurgårdens IF Sztokholm | Werk Arena, Trzyniec |

| Szczegóły      | Szczegóły             | Szczegóły       | Szczegóły | Szczegóły                                                                                             |
| -------------- | --------------------- | --------------- | --- | --- |
| Godzina: 17:30 | M. Adamsky (PP) 31:22 | (0:2, 1:0, 0:4) | 09:01 (EQ) J. Josefson 19:38 (EQ) G. Possler 46:36 (EQ) J. Josefson 47:19 (EQ) M. Davidsson 57:26 (PP) E. Bemstrom 58:49 (EQ) D. Widing | Widzów: 3669 Sędzia główny: Peter Stano Robin Šír Sędziowie liniowi: Václav Hanzlík Rudolf Tošenovjan |
| Godzina: 17:30 | 6 min. kar            |                 | 8 min. kar | Widzów: 3669 Sędzia główny: Peter Stano Robin Šír Sędziowie liniowi: Václav Hanzlík Rudolf Tošenovjan |

| 31 sierpnia 2018 | Storhamar Dragons | 3:2 pk. | Tappara Tampere | CC Amfi, Hamar |

| Szczegóły      | Szczegóły                                                            | Szczegóły                 | Szczegóły                                    | Szczegóły |
| -------------- | -------------------------------------------------------------------- | ------------------------- | -------------------------------------------- | --- |
| Godzina: 19:30 | N. Fogström (PP) 37:34 P. Thoresen (EQ) 43:36 P. Thoresen (SO) 65:00 | (0:1, 1:1, 1:0, 0:0, 1:0) | 02:53 (PP) J. Jasu 32:55 (PP) J. Karjalainen | Widzów: 3883 Sędzia główny: Andreas Harnebring Roy Stian Hansen Sędziowie liniowi: Marius Sandnes Knut Einar Bråten |
| Godzina: 19:30 | 8 min. kar                                                           |                           | 4 min. kar                                   | Widzów: 3883 Sędzia główny: Andreas Harnebring Roy Stian Hansen Sędziowie liniowi: Marius Sandnes Knut Einar Bråten |

| 2 września 2018 | HC Oceláři Trzyniec | 2:8 | Tappara Tampere | Werk Arena, Trzyniec |

| Szczegóły      | Szczegóły                                         | Szczegóły       | Szczegóły | Szczegóły                                                                                               |
| -------------- | ------------------------------------------------- | --------------- | --- | --- |
| Godzina: 17:30 | A. Chmielewski (EQ) 37:23 D. Cienciala (PP) 46:53 | (0:1, 1:6, 1:1) | 18:10 (PP) M. Järvinen 28:27 (PP2) M. Järvinen 28:45 (PP) J. Jasu 30:45 (EQ) J. Karjalainen 31:08 (EQ) A. Erkinjuntti 33:11 (EQ) A. Elorinne 39:13 (EQ) A. Elorinne 42:02 (EQ) N. Ojamäki | Widzów: 3128 Sędzia główny: Miroslav Štefík Antonín Jeřábek Sędziowie liniowi: Jiří Gebauer Vít Lederer |
| Godzina: 17:30 | 12 min. kar                                       |                 | 14 min. kar | Widzów: 3128 Sędzia główny: Miroslav Štefík Antonín Jeřábek Sędziowie liniowi: Jiří Gebauer Vít Lederer |

| 2 września 2018 | Storhamar Dragons | 2:3 pd. | Djurgårdens IF Sztokholm | CC Amfi, Hamar |

| Szczegóły      | Szczegóły                                      | Szczegóły            | Szczegóły                                                           | Szczegóły                                                                                         |
| -------------- | ---------------------------------------------- | -------------------- | ------------------------------------------------------------------- | ------------------------------------------------------------------------------------------------- |
| Godzina: 18:00 | J. Johansson (EQ) 27:55 S. Thoresen (EQ) 42:25 | (0:0, 1:0, 1:2, 0:1) | 52:12 (EQ) D. Brodin 58:38 (EA) J. Josefson 64:49 (EQ) M. Davidsson | Widzów: 4766 Sędzia główny: Aaro Brännare Robert Hallin Sędziowie liniowi: Rune Bakken Jon Kilian |
| Godzina: 18:00 | 4 min. kar                                     |                      | 4 min. kar                                                          | Widzów: 4766 Sędzia główny: Aaro Brännare Robert Hallin Sędziowie liniowi: Rune Bakken Jon Kilian |

| 7 września 2018 | Tappara Tampere | 6:1 | Storhamar Dragons | Hakametsä Stadium, Tampere |

| Szczegóły      | Szczegóły | Szczegóły       | Szczegóły              | Szczegóły                                                                                               |
| -------------- | --- | --------------- | ---------------------- | --- |
| Godzina: 18:00 | J. Jasu (PP) 11:40 T. Zaborsky (EQ) 13:02 O. Rauhala (EQ) 13:26 N. Ojamäki (EQ) 35:00 N. Ojamäki (PP) 36:23 T. Zaborsky (EQ) 51:12 | (3:0, 2:0, 1:1) | 43:31 (EQ) P. Thoresen | Widzów: 3226 Sędzia główny: Andris Ansons Joonas Kova Sędziowie liniowi: Joona Elonen Markus Hägerström |
| Godzina: 18:00 | 6 min. kar |                 | 16 min. kar            | Widzów: 3226 Sędzia główny: Andris Ansons Joonas Kova Sędziowie liniowi: Joona Elonen Markus Hägerström |

| 7 września 2018 | Djurgårdens IF Sztokholm | 3:4 | HC Oceláři Trzyniec | Hovet, Sztokholm |

| Szczegóły      | Szczegóły                                                          | Szczegóły       | Szczegóły                                                                                   | Szczegóły                                                                                                 |
| -------------- | ------------------------------------------------------------------ | --------------- | ------------------------------------------------------------------------------------------- | --- |
| Godzina: 18:30 | E. Bemstrom (SH) 08:01 A. Engqvist (EQ) 34:50 D. Brodin (EQ) 46:58 | (1:0, 1:2, 1:2) | 25:12 (SH) V. Dravecky 39:35 (PP) T. Marcinko 52:59 (EQ) F. Haman 57:50 (EQ) A. Chmielewski | Widzów: 1916 Sędzia główny: Geoffrey Barcelo Mikael Andersson Sędziowie liniowi: Jimmy Dahmén Orjan Ahlen |
| Godzina: 18:30 | 14 min. kar                                                        |                 | 14 min. kar                                                                                 | Widzów: 1916 Sędzia główny: Geoffrey Barcelo Mikael Andersson Sędziowie liniowi: Jimmy Dahmén Orjan Ahlen |

| 9 września 2018 | Djurgårdens IF Sztokholm | 5:2 | Storhamar Dragons | Hovet, Sztokholm |

| Szczegóły      | Szczegóły | Szczegóły       | Szczegóły                                      | Szczegóły |
| -------------- | --- | --------------- | ---------------------------------------------- | --- |
| Godzina: 15:30 | J. Josefson (PP) 16:00 A. Engqvist (EQ) 17:51 D. Brodin (PP) 35:35 A. Engqvist (EQ) 36:10 D. Brodin (EN) 58:08 | (2:1, 2:1, 1:0) | 08:20 (EQ) P. Thoresen 33:40 (PP) J. Johansson | Widzów: 3356 Sędzia główny: Micha Hebeisen Andreas Harnebring Sędziowie liniowi: Jimmy Dahmén Emil Wernström |
| Godzina: 15:30 | 10 min. kar |                 | 8 min. kar                                     | Widzów: 3356 Sędzia główny: Micha Hebeisen Andreas Harnebring Sędziowie liniowi: Jimmy Dahmén Emil Wernström |

| 9 września 2018 | Tappara Tampere | 3:2 pd. | HC Oceláři Trzyniec | Hakametsä Stadium, Tampere |

| Szczegóły      | Szczegóły                                                              | Szczegóły            | Szczegóły                                  | Szczegóły                                                                                                  |
| -------------- | ---------------------------------------------------------------------- | -------------------- | ------------------------------------------ | --- |
| Godzina: 18:00 | M. Järvinen (EQ) 37:17 A. Elorinne (EQ) 41:03 V. Kemiläinen (EQ) 60:55 | (0:0, 1:1, 1:1, 1:0) | 20:27 (PP) E. Hrňa 52:40 (EQ) M. Viedensky | Widzów: 3351 Sędzia główny: Milan Zrnić Stefan Fonselius Sędziowie liniowi: Joona Elonen Markus Hägerström |
| Godzina: 18:00 | 4 min. kar                                                             |                      | 18 min. kar                                | Widzów: 3351 Sędzia główny: Milan Zrnić Stefan Fonselius Sędziowie liniowi: Joona Elonen Markus Hägerström |

| 9 października 2018 | HC Oceláři Trzyniec | 2:3 | Storhamar Dragons | Werk Arena, Trzyniec |

| Szczegóły      | Szczegóły                                      | Szczegóły       | Szczegóły                                                            | Szczegóły                                                                                                   |
| -------------- | ---------------------------------------------- | --------------- | -------------------------------------------------------------------- | --- |
| Godzina: 17:30 | O. Kovařčík (EQ) 22:20 T. Marcinko (PP2) 36:08 | (0:1, 2:0, 0:2) | 02:42 (EQ) R. Dahlstrøm 45:37 (EQ) E. Salsten 58:39 (EQ) P. Thoresen | Widzów: 2669 Sędzia główny: Miroslav Iarets Antonín Jeřábek Sędziowie liniowi: Vít Lederer Miroslav Lhotský |
| Godzina: 17:30 | 4 min. kar                                     |                 | 6 min. kar                                                           | Widzów: 2669 Sędzia główny: Miroslav Iarets Antonín Jeřábek Sędziowie liniowi: Vít Lederer Miroslav Lhotský |

| 9 października 2018 | Djurgårdens IF Sztokholm | 3:5 | Tappara Tampere | Hovet, Sztokholm |

| Szczegóły      | Szczegóły                                                            | Szczegóły       | Szczegóły                                                                                                   | Szczegóły                                                                                                |
| -------------- | -------------------------------------------------------------------- | --------------- | --- | --- |
| Godzina: 18:30 | N. Bergfors (EQ) 04:40 H. Eriksson (EQ) 39:59 N. Bergfors (EQ) 48:19 | (1:0, 1:3, 1:2) | 24:22 (EQ) K. Kuusela 28:37 (EQ) J. Luoto 33:22 (EQ) J. Malinen 52:13 (EQ) K. Kuusela 58:06 (EQ) J. Malinen | Widzów: 1683 Sędzia główny: Marc Wiegand Mikael Andersson Sędziowie liniowi: Jimmy Dahmén Emil Wernström |
| Godzina: 18:30 | 12 min. kar                                                          |                 | 6 min. kar                                                                                                  | Widzów: 1683 Sędzia główny: Marc Wiegand Mikael Andersson Sędziowie liniowi: Jimmy Dahmén Emil Wernström |

| 16 października 2018 | Tappara Tampere | 5:1 | Djurgårdens IF Sztokholm | Hakametsä Stadium, Tampere |

| Szczegóły      | Szczegóły | Szczegóły       | Szczegóły              | Szczegóły |
| -------------- | --- | --------------- | ---------------------- | --- |
| Godzina: 18:00 | F. Elias (EQ) 04:25 A. Levtchi (EQ) 08:10 N. Ojamäki (PP) 41:37 J. Luoto (EQ) 51:04 M. Järvinen (SH)(EN) 58:17 | (2:0, 0:1, 3:0) | 31:14 (EQ) E. Bemström | Widzów: 3673 Sędzia główny: Daniel Piechaczek Aaro Brännare Sędziowie liniowi: Joona Elonen Markus Hagerström |
| Godzina: 18:00 | 12 min. kar |                 | 8 min. kar             | Widzów: 3673 Sędzia główny: Daniel Piechaczek Aaro Brännare Sędziowie liniowi: Joona Elonen Markus Hagerström |

| 16 października 2018 | Storhamar Dragons | 6:2 | HC Oceláři Trzyniec | CC Amfi, Hamar |

| Szczegóły      | Szczegóły | Szczegóły       | Szczegóły                                    | Szczegóły                                                                                                  |
| -------------- | --- | --------------- | -------------------------------------------- | --- |
| Godzina: 19:00 | L.L. Østli (EQ) 10:47 M. Rønnild (PP) 13:41 S. Thoresen (PP) 21:20 A. Irving (EQ) 34:32 P. Thoresen (PP) 43:18 S. Thoresen (EQ) 46:49 | (2:0, 2:2, 2:0) | 25:49 (EQ) J. Polanský 31:49 (EQ) V. Svačina | Widzów: 4210 Sędzia główny: Andris Ansons Roy Stian Hansen Sędziowie liniowi: Jon Kilian Knut Einar Bråten |
| Godzina: 19:00 | 14 min. kar |                 | 8 min. kar                                   | Widzów: 4210 Sędzia główny: Andris Ansons Roy Stian Hansen Sędziowie liniowi: Jon Kilian Knut Einar Bråten |

### Grupa F
| Lp. | Zespół              | M | Pkt | Z | WpD | PpD | P | G+ | G- | +/- |
| --- | ------------------- | - | --- | - | --- | --- | - | -- | -- | --- |
| 1   | Kärpät              | 6 | 14  | 4 | 1   | 0   | 1 | 27 | 14 | +13 |
| 2   | Dragons de Rouen    | 6 | 9   | 3 | 0   | 0   | 3 | 15 | 15 | 0   |
| 3   | Nürnberg Ice Tigers | 6 | 8   | 2 | 1   | 0   | 3 | 17 | 25 | -8  |
| 4   | Mountfield HK       | 6 | 5   | 1 | 0   | 2   | 3 | 12 | 17 | -5  |

    = awans do 1/8 finału
| 31 sierpnia 2018 | Mountfield HK | 1:2 | Nürnberg Ice Tigers | Arena Hradec Králové, Hradec Králové |

| Szczegóły      | Szczegóły            | Szczegóły       | Szczegóły                                  | Szczegóły                                                                                             |
| -------------- | -------------------- | --------------- | ------------------------------------------ | --- |
| Godzina: 17:00 | J. Bezúch (EQ) 29:09 | (0:2, 1:0, 0:0) | 04:09 (EQ) L. Pföderl 05:21 (EQ) Y. Alanov | Widzów: 3058 Sędzia główny: Lasse Heikkinen Daniel Pražák Sędziowie liniowi: Jiří Ondráček Josef Špůr |
| Godzina: 17:00 | 8 min. kar           |                 | 12 min. kar                                | Widzów: 3058 Sędzia główny: Lasse Heikkinen Daniel Pražák Sędziowie liniowi: Jiří Ondráček Josef Špůr |

| 31 sierpnia 2018 | Kärpät Oulu | 4:0 | Dragons de Rouen | Niiralan Monttu, Kuopio |

| Szczegóły      | Szczegóły                                                                                 | Szczegóły       | Szczegóły  | Szczegóły                                                                                               |
| -------------- | ----------------------------------------------------------------------------------------- | --------------- | ---------- | --- |
| Godzina: 18:00 | J. Sailio (EQ) 03:08 T. Kivihalme (EQ) 10:50 L. Kukkonen (PP) 31:59 M. Pyörälä (EQ) 47:45 | (2:0, 1:0, 1:0) |            | Widzów: 3150 Sędzia główny: Tobias Björk Petri Lindqvist Sędziowie liniowi: Santeri Orava Jussi Thomann |
| Godzina: 18:00 | 6 min. kar                                                                                |                 | 8 min. kar | Widzów: 3150 Sędzia główny: Tobias Björk Petri Lindqvist Sędziowie liniowi: Santeri Orava Jussi Thomann |

| 2 września 2018 | Mountfield HK | 3:2 | Dragons de Rouen | Arena Hradec Králové, Hradec Králové |

| Szczegóły      | Szczegóły                                                         | Szczegóły       | Szczegóły                                | Szczegóły                                                                                        |
| -------------- | ----------------------------------------------------------------- | --------------- | ---------------------------------------- | ------------------------------------------------------------------------------------------------ |
| Godzina: 17:30 | T. Vincour (PP) 20:33 D. Rakos (EQ) 20:56 O. Cibuļskis (PP) 32:43 | (0:1, 3:0, 0:1) | 08:57 (EQ) N. Ritz 52:27 (PP2) A. Guttig | Widzów: 2448 Sędzia główny: Liam Sewell Jan Hribik Sędziowie liniowi: Tomáš Brejcha Daniel Hynek |
| Godzina: 17:30 | 39 min. kar                                                       |                 | 14 min. kar                              | Widzów: 2448 Sędzia główny: Liam Sewell Jan Hribik Sędziowie liniowi: Tomáš Brejcha Daniel Hynek |

| 2 września 2018 | Kärpät Oulu | 9:3 | Nürnberg Ice Tigers | Niiralan Monttu, Kuopio |

| Szczegóły      | Szczegóły | Szczegóły       | Szczegóły                                                    | Szczegóły                                                                                                |
| -------------- | --- | --------------- | ------------------------------------------------------------ | --- |
| Godzina: 18:00 | M. Pyörälä (EQ) 12:50 M. Krištof (EQ) 13:10 M. Krištof (EQ) 22:40 O. Karvinen (EQ) 23:00 J. Lindsten (EQ) 35:24 N. Lasu (PP) 38:32 N. Lasu (PP) 40:43 T. Ronkainen (EQ) 42:53 T. Metsävainio (EQ) 45:35 | (2:0, 4:2, 3:1) | 30:40 (EQ) L. Pföderl 32:18 (PP) W. Acton 52:50 (EQ) B. Buck | Widzów: 3250 Sędzia główny: Linus Öhlund Stefan Fonselius Sędziowie liniowi: Santeri Orava Jussi Thomann |
| Godzina: 18:00 | 56 min. kar |                 | 115 min. kar                                                 | Widzów: 3250 Sędzia główny: Linus Öhlund Stefan Fonselius Sędziowie liniowi: Santeri Orava Jussi Thomann |

| 7 września 2018 | Nürnberg Ice Tigers | 4:3 pd. | Mountfield HK | Arena Nürnberger Versicherung, Norymberga |

| Szczegóły      | Szczegóły                                                                      | Szczegóły            | Szczegóły                                                        | Szczegóły |
| -------------- | ------------------------------------------------------------------------------ | -------------------- | ---------------------------------------------------------------- | --- |
| Godzina: 19:30 | B. Segal (EQ) 16:09 B. Buck (SH) 38:48 C. Brown (PP) 50:37 C. Brown (EQ) 60:29 | (1:2, 1:0, 1:1, 1:0) | 16:40 (EQ) T. Vincour 17:59 (EQ) D. Granak 47:22 (PP) M. Chalupa | Widzów: 4081 Sędzia główny: Miklos Haszontis Marian Rohatsch Sędziowie liniowi: Patrick Laguzov Andreas Hofer |
| Godzina: 19:30 | 10 min. kar                                                                    |                      | 12 min. kar                                                      | Widzów: 4081 Sędzia główny: Miklos Haszontis Marian Rohatsch Sędziowie liniowi: Patrick Laguzov Andreas Hofer |

| 7 września 2018 | Dragons de Rouen | 2:4 | Kärpät Oulu | Île Lacroix, Rouen |

| Szczegóły      | Szczegóły                               | Szczegóły       | Szczegóły                                                                            | Szczegóły |
| -------------- | --------------------------------------- | --------------- | ------------------------------------------------------------------------------------ | --- |
| Godzina: 20:00 | N. Ritz (EQ) 04:08 M. Miklik (EQ) 18:15 | (2:1, 0:2, 0:1) | 18:35 (EQ) V. Leskinen 28:29 (EQ) A. Heponiemi 32:08 (PP) N. Lasu 58:17 (SH) N. Lasu | Widzów: 2746 Sędzia główny: Daniel Stricker Adrien Ernecq Sędziowie liniowi: Jeremy Douchy Nicolas Constantineau |
| Godzina: 20:00 | 6 min. kar                              |                 | 10 min. kar                                                                          | Widzów: 2746 Sędzia główny: Daniel Stricker Adrien Ernecq Sędziowie liniowi: Jeremy Douchy Nicolas Constantineau |

| 9 września 2018 | Dragons de Rouen | 2:0 | Mountfield HK | Île Lacroix, Rouen |

| Szczegóły      | Szczegóły                               | Szczegóły       | Szczegóły   | Szczegóły |
| -------------- | --------------------------------------- | --------------- | ----------- | --- |
| Godzina: 15:15 | M. Miklik (PP) 39:03 N. Ritz (EQ) 43:57 | (0:0, 1:0, 1:0) |             | Widzów: 2646 Sędzia główny: Lasse Kopitz Pierre Dehaen Sędziowie liniowi: Joris Barcello Nicolas Constantineau |
| Godzina: 15:15 | 12 min. kar                             |                 | 16 min. kar | Widzów: 2646 Sędzia główny: Lasse Kopitz Pierre Dehaen Sędziowie liniowi: Joris Barcello Nicolas Constantineau |

| 9 września 2018 | Nürnberg Ice Tigers | 4:3 | Kärpät Oulu | Arena Nürnberger Versicherung, Norymberga |

| Szczegóły      | Szczegóły                                                                            | Szczegóły       | Szczegóły                                                          | Szczegóły |
| -------------- | ------------------------------------------------------------------------------------ | --------------- | ------------------------------------------------------------------ | --- |
| Godzina: 17:00 | C. Brown (EQ) 09:13 Brandon Segal (SH) 41:06 W. Acton (EQ) 46:49 W. Acton (PP) 55:17 | (1:1, 0:2, 3:0) | 05:23 (PP2) S. Heshka 21:07 (SH) M. Pyörälä 34:04 (PP) L. Kukkonen | Widzów: 4421 Sędzia główny: Vladimír Snášel Sirko Hunnius Sędziowie liniowi: Gabriel Gaube Kilian Hinterdobler |
| Godzina: 17:00 | 14 min. kar                                                                          |                 | 12 min. kar                                                        | Widzów: 4421 Sędzia główny: Vladimír Snášel Sirko Hunnius Sędziowie liniowi: Gabriel Gaube Kilian Hinterdobler |

| 9 października 2018 | Kärpät Oulu | 3:2 | Mountfield HK | Niiralan Monttu, Kuopio |

| Szczegóły      | Szczegóły                                                      | Szczegóły       | Szczegóły                                  | Szczegóły                                                                                              |
| -------------- | -------------------------------------------------------------- | --------------- | ------------------------------------------ | --- |
| Godzina: 18:00 | M. Krištof (EQ) 23:16 N. Lasu (EQ) 28:56 R. Kupari (PP2) 39:37 | (0:0, 3:2, 0:0) | 20:45 (PP) D. Rákos 33:30 (EQ) M. Paulovič | Widzów: 3283 Sędzia główny: Linus Öhlund Kristian Vikman Sędziowie liniowi: Santeri Orava Jere Koskela |
| Godzina: 18:00 | 8 min. kar                                                     |                 | 8 min. kar                                 | Widzów: 3283 Sędzia główny: Linus Öhlund Kristian Vikman Sędziowie liniowi: Santeri Orava Jere Koskela |

| 10 października 2018 | Dragons de Rouen | 4:2 | Nürnberg Ice Tigers | Île Lacroix, Rouen |

| Szczegóły      | Szczegóły                                                                                    | Szczegóły       | Szczegóły                                | Szczegóły                                                                                                 |
| -------------- | -------------------------------------------------------------------------------------------- | --------------- | ---------------------------------------- | --- |
| Godzina: 20:00 | N. Deschamps (EQ) 28:17 J. Caron (EQ) 49:26 N. Deschamps (PP) 59:37 A. Guttig (EQ)(EN) 59:48 | (0:0, 1:1, 3:1) | 26:57 (EQ) Ch. Brown 42:26 (EQ) W. Acton | Widzów: 2742 Sędzia główny: Marc Lemelin Pierre Dehaen Sędziowie liniowi: Clement Goncalvez Jeremy Douchy |
| Godzina: 20:00 | 8 min. kar                                                                                   |                 | 10 min. kar                              | Widzów: 2742 Sędzia główny: Marc Lemelin Pierre Dehaen Sędziowie liniowi: Clement Goncalvez Jeremy Douchy |

| 16 października 2018 | Nürnberg Ice Tigers | 2:5 | Dragons de Rouen | Arena Nürnberger Versicherung, Norymberga |

| Szczegóły      | Szczegóły                                  | Szczegóły       | Szczegóły | Szczegóły |
| -------------- | ------------------------------------------ | --------------- | --- | --- |
| Godzina: 19:30 | S. Lalonde (PP) 14:50 E. Alanov (EQ) 49:40 | (1:1, 0:2, 1:2) | 11:10 (PP) A. Aleardi 24:14 (EQ) L. Lampérier 34:38 (PP) M. Miklík 54:37 (EQ) N. Deschamps 59:49 (EQ)(EN) N. Deschamps | Widzów: 4031 Sędzia główny: Andreas Benvegnu Lasse Kopitz Sędziowie liniowi: Marius Wölzmüller Andreas Hofer |
| Godzina: 19:30 | 6 min. kar                                 |                 | 12 min. kar | Widzów: 4031 Sędzia główny: Andreas Benvegnu Lasse Kopitz Sędziowie liniowi: Marius Wölzmüller Andreas Hofer |

| 17 października 2018 | Mountfield HK | 3:4 pk. | Kärpät Oulu | Arena Hradec Králové, Hradec Králové |

| Szczegóły      | Szczegóły                                                        | Szczegóły                 | Szczegóły                                                                                   | Szczegóły                                                                                   |
| -------------- | ---------------------------------------------------------------- | ------------------------- | ------------------------------------------------------------------------------------------- | ------------------------------------------------------------------------------------------- |
| Godzina: 18:00 | M. Chalupa (EQ) 07:43 M. Dragoun (PP) 10:08 R. Pavlík (EQ) 51:12 | (2:1, 0:1, 1:1, 0:0, 0:1) | 17:35 (PP) J. Hakanpää 32:16 (EQ) J. Hermonen 55:56 (EQ) O. Karvinen 65:00 (SO) R. Koblížek | Sędzia główny: Gordon Schukies Vladimír Pešina Sędziowie liniowi: Daniel Hynek Jiří Svoboda |
| Godzina: 18:00 | 6 min. kar                                                       |                           | 26 min. kar                                                                                 | Sędzia główny: Gordon Schukies Vladimír Pešina Sędziowie liniowi: Daniel Hynek Jiří Svoboda |

### Grupa G
| Lp. | Zespół               | M | Pkt | Z | WpD | PpD | P | G+ | G- | +/- |
| --- | -------------------- | - | --- | - | --- | --- | - | -- | -- | --- |
| 1   | EC Red Bull Salzburg | 6 | 13  | 4 | 0   | 1   | 1 | 18 | 15 | +3  |
| 2   | SC Bern              | 6 | 13  | 3 | 2   | 0   | 1 | 15 | 11 | +4  |
| 3   | Växjö Lakers         | 6 | 8   | 2 | 1   | 0   | 3 | 21 | 18 | +3  |
| 4   | Cardiff Devils       | 6 | 2   | 0 | 0   | 2   | 4 | 14 | 24 | -10 |

    = awans do 1/8 finału
| 30 sierpnia 2018 | Växjö Lakers | 1:2 | SC Bern | Vida Arena, Växjö |

| Szczegóły      | Szczegóły             | Szczegóły       | Szczegóły                                   | Szczegóły                                                                                    |
| -------------- | --------------------- | --------------- | ------------------------------------------- | -------------------------------------------------------------------------------------------- |
| Godzina: 18:30 | J. Persson (PP) 08:21 | (1:1, 0:0, 0:1) | 17:46 (PP) T. Rüfenacht 56:18 (EQ) M. Kämpf | Sędzia główny: Anton Gofman Morgan Johansson Sędziowie liniowi: Anders Nyqvist Johan Löfgren |
| Godzina: 18:30 | 8 min. kar            |                 | 12 min. kar                                 | Sędzia główny: Anton Gofman Morgan Johansson Sędziowie liniowi: Anders Nyqvist Johan Löfgren |

| 30 sierpnia 2018 | Cardiff Devils | 2:5 | EC Red Bull Salzburg | Ice Arena Wales, Cardiff |

| Szczegóły      | Szczegóły                                | Szczegóły       | Szczegóły | Szczegóły                                                                                 |
| -------------- | ---------------------------------------- | --------------- | --- | ----------------------------------------------------------------------------------------- |
| Godzina: 20:30 | L. Ulmer (PP) 27:53 M. Hedden (EQ) 39:43 | (0:3, 2:1, 0:1) | 10:57 (EQ) D. Heinrich 12:24 (EQ) D. Heinrich 15:13 (EQ) J. Hughes 24:39 (PP) M. Schiechl 56:23 (EQ) M. Štajnoch | Sędzia główny: Geoffrey Barcelo Pavel Halas Sędziowie liniowi: Danny Beresford James Ions |
| Godzina: 20:30 | 12 min. kar                              |                 | 14 min. kar | Sędzia główny: Geoffrey Barcelo Pavel Halas Sędziowie liniowi: Danny Beresford James Ions |

| 1 września 2018 | Växjö Lakers | 5:2 | EC Red Bull Salzburg | Vida Arena, Växjö |

| Szczegóły      | Szczegóły                                                                                                 | Szczegóły       | Szczegóły                                  | Szczegóły |
| -------------- | --- | --------------- | ------------------------------------------ | --- |
| Godzina: 15:00 | A. Ortega (PP) 06:42 J. Pesonen (EQ) 14:04 R. Horak (PP2) 32:16 A. Ortega (PP) 46:17 A. Ortega (EN) 59:43 | (2:0, 1:1, 2:1) | 25:34 (PP) M. Trattnig 54:14 (EQ) T. Raffl | Widzów: 4695 Sędzia główny: Christian Persson Mikael Nord Sędziowie liniowi: Andreas Malmqvist Johan Löfgren |
| Godzina: 15:00 | 18 min. kar                                                                                               |                 | 16 min. kar                                | Widzów: 4695 Sędzia główny: Christian Persson Mikael Nord Sędziowie liniowi: Andreas Malmqvist Johan Löfgren |

| 1 września 2018 | Cardiff Devils | 2:3 pd. | SC Bern | Ice Arena Wales, Cardiff |

| Szczegóły      | Szczegóły                                      | Szczegóły            | Szczegóły                                                             | Szczegóły                                                                                              |
| -------------- | ---------------------------------------------- | -------------------- | --------------------------------------------------------------------- | --- |
| Godzina: 20:00 | M. Richardson (PP) 20:31 M. Hedden (PP2) 27:55 | (0:0, 2:2, 0:0, 0:1) | 21:11 (EQ) T. Rüfenacht 24:54 (PP2) C. Andersson 60:50 (EQ) A. Ebbett | Widzów: 2958 Sędzia główny: Sirko Hunnius Stefan Hogarth Sędziowie liniowi: Danny Beresford Ilia Kisil |
| Godzina: 20:00 | 10 min. kar                                    |                      | 16 min. kar                                                           | Widzów: 2958 Sędzia główny: Sirko Hunnius Stefan Hogarth Sędziowie liniowi: Danny Beresford Ilia Kisil |

| 6 września 2018 | EC Red Bull Salzburg | 4:2 | Cardiff Devils | Eisarena Salzburg, Salzburg |

| Szczegóły      | Szczegóły                                                                                   | Szczegóły       | Szczegóły                                 | Szczegóły |
| -------------- | ------------------------------------------------------------------------------------------- | --------------- | ----------------------------------------- | --- |
| Godzina: 19:30 | M. Huber (EQ) 05:48 C. van de Velde (EQ) 14:58 B. Harris (PP) 25:35 R. Herburger (PP) 28:24 | (2:0, 2:1, 0:1) | 34:50 (EQ) M. Hedden 45:35 (PP2) L. Ulmer | Widzów: 1467 Sędzia główny: Miklos Haszontis Trpimir Piragić Sędziowie liniowi: Gasper Jaka Zgonc Marton Nemeth |
| Godzina: 19:30 | 10 min. kar                                                                                 |                 | 14 min. kar                               | Widzów: 1467 Sędzia główny: Miklos Haszontis Trpimir Piragić Sędziowie liniowi: Gasper Jaka Zgonc Marton Nemeth |

| 6 września 2018 | SC Bern | 4:3 | Växjö Lakers | PostFinance Arena, Berno |

| Szczegóły      | Szczegóły                                                                         | Szczegóły       | Szczegóły                                                        | Szczegóły |
| -------------- | --------------------------------------------------------------------------------- | --------------- | ---------------------------------------------------------------- | --- |
| Godzina: 19:45 | S. Moser (PP) 16:19 G. Haas (PP) 32:14 J. Mursak (PP2) 35:56 J. Mursak (EQ) 55:10 | (1:0, 2:1, 1:2) | 33:11 (EQ) N. Burström 44:27 (EQ) R. Horak 50:51 (EQ) L. Fröberg | Widzów: 6071 Sędzia główny: Oldřich Hejduk Micha Hebeisen Sędziowie liniowi: David Obwegeser Franco Castelli |
| Godzina: 19:45 | 26 min. kar                                                                       |                 | 51 min. kar                                                      | Widzów: 6071 Sędzia główny: Oldřich Hejduk Micha Hebeisen Sędziowie liniowi: David Obwegeser Franco Castelli |

| 8 września 2018 | SC Bern | 3:2 | Cardiff Devils | PostFinance Arena, Berno |

| Szczegóły      | Szczegóły                                                            | Szczegóły       | Szczegóły                                | Szczegóły                                                                                        |
| -------------- | -------------------------------------------------------------------- | --------------- | ---------------------------------------- | ------------------------------------------------------------------------------------------------ |
| Godzina: 19:45 | S. Moser (EQ) 24:16 G. Sciaroni (EQ) 44:55 R. Untersander (EQ) 55:20 | (0:1, 1:1, 2:0) | 12:05 (EQ) M. Myers 30:48 (EQ) J. Martin | Widzów: 5761 Sędzia główny: Daniel Pražák Marc Lemelin Sędziowie liniowi: Dario Fuchs Simon Wust |
| Godzina: 19:45 | 10 min. kar                                                          |                 | 6 min. kar                               | Widzów: 5761 Sędzia główny: Daniel Pražák Marc Lemelin Sędziowie liniowi: Dario Fuchs Simon Wust |

| 8 września 2018 | EC Red Bull Salzburg | 4:3 | Växjö Lakers | Eisarena Salzburg, Salzburg |

| Szczegóły      | Szczegóły                                                                              | Szczegóły       | Szczegóły                                                            | Szczegóły |
| -------------- | -------------------------------------------------------------------------------------- | --------------- | -------------------------------------------------------------------- | --- |
| Godzina: 20:20 | D. Gazley (PP) 17:01 B. Harris (EQ) 27:12 R. Herburger (PP) 30:47 R. Duncan (EQ) 59:44 | (1:1, 2:1, 1:1) | 01:47 (PP) L. Fröberg 26:15 (PP) P. Netterberg 59:25 (EA) L. Fröberg | Widzów: 1480 Sędzia główny: Vladimír Snášel Ladislav Smetana Sędziowie liniowi: Elias Seewald David Nothegger |
| Godzina: 20:20 | 12 min. kar                                                                            |                 | 8 min. kar                                                           | Widzów: 1480 Sędzia główny: Vladimír Snášel Ladislav Smetana Sędziowie liniowi: Elias Seewald David Nothegger |

| 9 października 2018 | Växjö Lakers | 3:1 | Cardiff Devils | Vida Arena, Växjö |

| Szczegóły      | Szczegóły                                                                | Szczegóły       | Szczegóły            | Szczegóły |
| -------------- | ------------------------------------------------------------------------ | --------------- | -------------------- | --- |
| Godzina: 18:30 | P. Netterberg (EQ) 10:00 B. Shinnimin (SH) 15:35 J. Røndbjerg (PP) 59:09 | (2:1, 0:0, 1:0) | 08:33 (EQ) M. Hedden | Widzów: 4108 Sędzia główny: Trpimir Piragić Morgan Johansson Sędziowie liniowi: Ludvig Lundgren Andreas Malmqvist |
| Godzina: 18:30 | 10 min. kar                                                              |                 | 12 min. kar          | Widzów: 4108 Sędzia główny: Trpimir Piragić Morgan Johansson Sędziowie liniowi: Ludvig Lundgren Andreas Malmqvist |

| 10 października 2018 | SC Bern | 2:1 pk. | EC Red Bull Salzburg | PostFinance Arena, Berno |

| Szczegóły      | Szczegóły                                | Szczegóły                 | Szczegóły            | Szczegóły                                                                                                   |
| -------------- | ---------------------------------------- | ------------------------- | -------------------- | --- |
| Godzina: 19:45 | Jan Mursak (EQ) 52:37 G. Haas (SO) 65:00 | (0:0, 0:1, 1:0, 0:0, 1:0) | 39:12 (EQ) B. Harris | Widzów: 13 715 Sędzia główny: Sergiej Judakow Stephan Eichmann Sędziowie liniowi: Roman Kaderli Dario Fuchs |
| Godzina: 19:45 | 8 min. kar                               |                           | 8 min. kar           | Widzów: 13 715 Sędzia główny: Sergiej Judakow Stephan Eichmann Sędziowie liniowi: Roman Kaderli Dario Fuchs |

| 16 października 2018 | Cardiff Devils | 5:6 pd. | Växjö Lakers | Ice Arena Wales, Cardiff |

| Szczegóły      | Szczegóły                                                                                             | Szczegóły                 | Szczegóły | Szczegóły                                                                                                 |
| -------------- | --- | ------------------------- | --- | --- |
| Godzina: 20:30 | L. Ulmer (EQ) 29:51 J. Martin (PP) 31:18 S. Dixon (PP) 32:45 L. Ulmer (PP) 42:31 J. Martin (SH) 49:09 | (0:2, 3:1, 2:2, 0:0, 0:1) | 04:17 (EQ) L. Reddox 17:56 (PP) L. Fröberg 22:31 (EQ) K. Johansson 40:21 (EQ) J. Pesonen 57:35 (EQ) J. Persson J. Persson (EQ) 64:18 | Widzów: 2009 Sędzia główny: Joris Müller Stefan Hogarth Sędziowie liniowi: Danny Beresford James Kavanagh |
| Godzina: 20:30 | 16 min. kar                                                                                           |                           | 14 min. kar | Widzów: 2009 Sędzia główny: Joris Müller Stefan Hogarth Sędziowie liniowi: Danny Beresford James Kavanagh |

| 17 października 2018 | EC Red Bull Salzburg | 2:1 | SC Bern | Eisarena Salzburg, Salzburg |

| Szczegóły      | Szczegóły                                       | Szczegóły       | Szczegóły               | Szczegóły |
| -------------- | ----------------------------------------------- | --------------- | ----------------------- | --- |
| Godzina: 19:30 | R. Raymond (EQ) 34:46 A. Rauchenwald (EQ) 58:23 | (0:1, 1:0, 1:0) | 08:08 (EQ) T. Rüfenacht | Widzów: 2061 Sędzia główny: Andreas Benvegnu Manuel Nikolić Sędziowie liniowi: Jakob Schauer David Nothegger |
| Godzina: 19:30 | 6 min. kar                                      |                 | 10 min. kar             | Widzów: 2061 Sędzia główny: Andreas Benvegnu Manuel Nikolić Sędziowie liniowi: Jakob Schauer David Nothegger |

### Grupa H
| Lp. | Zespół                | M | Pkt | Z | WpD | PpD | P | G+ | G- | +/- |
| --- | --------------------- | - | --- | - | --- | --- | - | -- | -- | --- |
| 1   | HC Pilzno 1929        | 6 | 17  | 5 | 1   | 0   | 0 | 25 | 14 | +11 |
| 2   | HC Lugano             | 6 | 9   | 3 | 0   | 0   | 3 | 13 | 12 | +1  |
| 3   | JYP Jyväskylä         | 6 | 6   | 2 | 0   | 0   | 4 | 16 | 14 | +2  |
| 4   | HC 05 Banská Bystrica | 6 | 4   | 1 | 0   | 1   | 4 | 13 | 27 | -14 |

    = awans do 1/8 finału
| 30 sierpnia 2018 | HC Pilzno 1929 | 3:2 | HC Lugano | ČEZ Aréna, Pilzno |

| Szczegóły      | Szczegóły                                                      | Szczegóły       | Szczegóły                                  | Szczegóły                                                                                |
| -------------- | -------------------------------------------------------------- | --------------- | ------------------------------------------ | ---------------------------------------------------------------------------------------- |
| Godzina: 17:00 | V. Němec (PP) 12:43 V. Nedorost (EQ) 31:40 V. Němec (EQ) 53:37 | (1:0, 1:2, 1:0) | 31:28 (EQ) S. Reuille 37:23 (PP) L. Klasen | Sędzia główny: Lasse Heikkinen Daniel Pražák Sędziowie liniowi: Jiří Ondráček Josef Špůr |
| Godzina: 17:00 | 12 min. kar                                                    |                 | 14 min. kar                                | Sędzia główny: Lasse Heikkinen Daniel Pražák Sędziowie liniowi: Jiří Ondráček Josef Špůr |

| 30 sierpnia 2018 | HC 05 Banská Bystrica | 1:6 | JYP Jyväskylä | Zimný štadión Banská Bystrica, Bańska Bystrzyca |

| Szczegóły      | Szczegóły            | Szczegóły       | Szczegóły | Szczegóły                                                                                               |
| -------------- | -------------------- | --------------- | --- | --- |
| Godzina: 19:30 | J. Sýkora (EQ) 07:06 | (1:2, 0:3, 0:1) | 01:09 (EQ) J. Vainio 10:49 (EQ) A. Lindroos 24:47 (EQ) S. Ratinen 25:11 (EQ) R. Rooba 29:58 (EQ) J-P. Hytönen 46:25 (EQ) J-P. Hytönen | Widzów: 1717 Sędzia główny: Miha Bulovec Miroslav Štefík Sędziowie liniowi: Jozef Tvrdoň Martin Jobbagy |
| Godzina: 19:30 | 18 min. kar          |                 | 8 min. kar | Widzów: 1717 Sędzia główny: Miha Bulovec Miroslav Štefík Sędziowie liniowi: Jozef Tvrdoň Martin Jobbagy |

| 1 września 2018 | HC Pilzno 1929 | 4:2 | JYP Jyväskylä | ČEZ Aréna, Pilzno |

| Szczegóły      | Szczegóły                                                                           | Szczegóły       | Szczegóły                                       | Szczegóły                                                                                         |
| -------------- | ----------------------------------------------------------------------------------- | --------------- | ----------------------------------------------- | ------------------------------------------------------------------------------------------------- |
| Godzina: 16:30 | M. Indrak (EQ) 02:36 O. Kratena (EQ) 04:28 D. Stach (PP2) 31:30 V. Němec (EQ) 34:53 | (2:1, 2:1, 0:0) | 02:13 (PP) J. Kolehmainen 34:17 (EQ) D. Tomášek | Widzów: 3844 Sędzia główny: Pavel Hodek Liam Sewell Sędziowie liniowi: Tomáš Brejcha Daniel Hynek |
| Godzina: 16:30 | 10 min. kar                                                                         |                 | 50 min. kar                                     | Widzów: 3844 Sędzia główny: Pavel Hodek Liam Sewell Sędziowie liniowi: Tomáš Brejcha Daniel Hynek |

| 1 września 2018 | HC 05 Banská Bystrica | 5:2 | HC Lugano | Zimný štadión Banská Bystrica, Bańska Bystrzyca |

| Szczegóły      | Szczegóły                                                                                                 | Szczegóły       | Szczegóły                                   | Szczegóły                                                                                                 |
| -------------- | --- | --------------- | ------------------------------------------- | --- |
| Godzina: 19:00 | G. Asselin (PP) 16:01 T. Zigo (EQ) 24:18 B. Marshall (EQ) 26:49 E. Faille (PEN) 37:21 T. Zigo (PP2) 49:00 | (1:0, 3:2, 1:0) | 20:18 (EQ) G. Hofmann 28:25 (PP) J. Lajunen | Widzów: 1962 Sędzia główny: Ladislav Smetana Vladimír Baluška Sędziowie liniowi: Jozef Tvrdoň Šimon Synek |
| Godzina: 19:00 | 8 min. kar                                                                                                |                 | 12 min. kar                                 | Widzów: 1962 Sędzia główny: Ladislav Smetana Vladimír Baluška Sędziowie liniowi: Jozef Tvrdoň Šimon Synek |

| 7 września 2018 | JYP Jyväskylä | 2:6 | HC Pilzno 1929 | LähiTapiola Areena, Jyväskylä |

| Szczegóły      | Szczegóły                                      | Szczegóły       | Szczegóły | Szczegóły |
| -------------- | ---------------------------------------------- | --------------- | --- | --- |
| Godzina: 18:00 | J.-P. Hytönen (EQ) 01:48 D. Tomášek (EQ) 58:59 | (1:4, 0:2, 1:0) | 00:42 (EQ) O. Kratena 03:42 (EQ) M. Indrak 12:11 (PP) M. Gulas 18:10 (EQ) P. Straka 22:49 (EQ) P. Kodýtek 38:02 (EQ) P. Straka | Widzów: 3354 Sędzia główny: Gordon Schukies Kristian Vikman Sędziowie liniowi: Tommi Niittylä Hannu Sormunen |
| Godzina: 18:00 | 16 min. kar                                    |                 | 8 min. kar | Widzów: 3354 Sędzia główny: Gordon Schukies Kristian Vikman Sędziowie liniowi: Tommi Niittylä Hannu Sormunen |

| 7 września 2018 | HC Lugano | 4:1 | HC 05 Banská Bystrica | Cornèr Arena, Lugano |

| Szczegóły      | Szczegóły                                                                             | Szczegóły       | Szczegóły           | Szczegóły                                                                                              |
| -------------- | ------------------------------------------------------------------------------------- | --------------- | ------------------- | --- |
| Godzina: 19:45 | B. Jecker (EQ) 01:49 R. Sannitz (EQ) 05:00 L. Klasen (PP) 20:19 J. Lajunen (PP) 50:52 | (2:1, 1:0, 1:0) | 08:54 (EQ) R. Varga | Widzów: 3876 Sędzia główny: Kristijan Nikolić Thomas Urban Sędziowie liniowi: Roger Bürgi Cedric Borga |
| Godzina: 19:45 | 6 min. kar                                                                            |                 | 20 min. kar         | Widzów: 3876 Sędzia główny: Kristijan Nikolić Thomas Urban Sędziowie liniowi: Roger Bürgi Cedric Borga |

| 9 września 2018 | JYP Jyväskylä | 6:0 | HC 05 Banská Bystrica | LähiTapiola Areena, Jyväskylä |

| Szczegóły      | Szczegóły | Szczegóły       | Szczegóły   | Szczegóły |
| -------------- | --- | --------------- | ----------- | --- |
| Godzina: 18:00 | J. Immonen (PP) 01:18 J. Jokinen (EQ) 20:25 D. Tomášek (EQ) 23:47 E. Perrin (PP) 28:41 D. Tomášek (PP) 47:42 J. Tuppurainen (PP) 59:11 | (1:0, 3:0, 2:0) |             | Widzów: 3171 Sędzia główny: Mikael Andersson Lasse Heikkinen Sędziowie liniowi: Lauri Nikulainen Hannu Sormunen |
| Godzina: 18:00 | 10 min. kar |                 | 55 min. kar | Widzów: 3171 Sędzia główny: Mikael Andersson Lasse Heikkinen Sędziowie liniowi: Lauri Nikulainen Hannu Sormunen |

| 9 września 2018 | HC Lugano | 2:3 | HC Pilzno 1929 | Cornèr Arena, Lugano |

| Szczegóły      | Szczegóły                                   | Szczegóły       | Szczegóły                                                    | Szczegóły |
| -------------- | ------------------------------------------- | --------------- | ------------------------------------------------------------ | --- |
| Godzina: 19:45 | G. Hofmann (PP) 50:20 G. Hofmann (EA) 58:44 | (0:2, 0:1, 2:0) | 15:41 (PP) M. Gulas 18:03 (PP2) V. Němec 34:06 (EQ) L. Kaňák | Widzów: 3689 Sędzia główny: Trpimir Piragić Daniel Stricker Sędziowie liniowi: Balazs Kovacs Dominik Altmann |
| Godzina: 19:45 | 37 min. kar                                 |                 | 14 min. kar                                                  | Widzów: 3689 Sędzia główny: Trpimir Piragić Daniel Stricker Sędziowie liniowi: Balazs Kovacs Dominik Altmann |

| 9 października 2018 | HC Pilzno 1929 | 6:4 | HC 05 Banská Bystrica | ČEZ Aréna, Pilzno |

| Szczegóły      | Szczegóły | Szczegóły       | Szczegóły                                                                        | Szczegóły                                                                                              |
| -------------- | --- | --------------- | -------------------------------------------------------------------------------- | --- |
| Godzina: 17:00 | D. Stach (PP) 04:57 D. Stach (EQ) 09:13 L. Kaňák (EQ) 12:44 J. Pour (EQ) 27:42 P. Kodýtek (PP) 49:52 J. Kracík (EQ) 56:39 | (3:1, 1:1, 2:2) | 02:15 (EQ) R. Varga 30:59 (PP) J. Sýkora 45:13 (EQ) G. Gabor 52:59 (EQ) T. Török | Widzów: 3196 Sędzia główny: Marc Wannersted Oldřich Hejduk Sędziowie liniowi: Tomáš Brejcha Josef Špůr |
| Godzina: 17:00 | 6 min. kar |                 | 16 min. kar                                                                      | Widzów: 3196 Sędzia główny: Marc Wannersted Oldřich Hejduk Sędziowie liniowi: Tomáš Brejcha Josef Špůr |

| 9 października 2018 | HC Lugano | 2:0 | JYP Jyväskylä | Cornèr Arena, Lugano |

| Szczegóły      | Szczegóły                                   | Szczegóły       | Szczegóły  | Szczegóły                                                                                                |
| -------------- | ------------------------------------------- | --------------- | ---------- | --- |
| Godzina: 19:45 | G. Hofmann (EQ) 08:34 G. Hofmann (EQ) 53:13 | (1:0, 0:0, 1:0) |            | Widzów: 3614 Sędzia główny: Sergei Yudakov Daniel Stricker Sędziowie liniowi: Simon Wust Dominik Altmann |
| Godzina: 19:45 | 4 min. kar                                  |                 | 4 min. kar | Widzów: 3614 Sędzia główny: Sergei Yudakov Daniel Stricker Sędziowie liniowi: Simon Wust Dominik Altmann |

| 16 października 2018 | JYP Jyväskylä | 0:1 | HC Lugano | LähiTapiola Areena, Jyväskylä |

| Szczegóły      | Szczegóły  | Szczegóły       | Szczegóły              | Szczegóły                                                                                           |
| -------------- | ---------- | --------------- | ---------------------- | --------------------------------------------------------------------------------------------------- |
| Godzina: 18:00 |            | (0:0, 0:0, 0:1) | 55:21 (EQ) M. Lapierre | Widzów: 3424 Sędzia główny: Marc Iwert Mikko Kaukokari Sędziowie liniowi: Henri Neva Hannu Sormunen |
| Godzina: 18:00 | 4 min. kar |                 | 12 min. kar            | Widzów: 3424 Sędzia główny: Marc Iwert Mikko Kaukokari Sędziowie liniowi: Henri Neva Hannu Sormunen |

| 17 października 2018 | HC 05 Banská Bystrica | 2:3 pd. | HC Pilzno 1929 | Zimný štadión Banská Bystrica, Bańska Bystrzyca |

| Szczegóły      | Szczegóły                                   | Szczegóły            | Szczegóły                                                      | Szczegóły                                                                                             |
| -------------- | ------------------------------------------- | -------------------- | -------------------------------------------------------------- | --- |
| Godzina: 17:00 | T. Török (EQ) 28:19 I. Ďatelinka (PP) 39:59 | (0:1, 2:1, 0:0, 0:1) | 09:02 (EQ) P. Kodýtek 29:13 (EQ) P. Eret 62:57 (PP) P. Kodýtek | Widzów: 1832 Sędzia główny: Kristian Nikolić Peter Stano Sędziowie liniowi: Roman Vyleta Peter Šefčík |
| Godzina: 17:00 | 37 min. kar                                 |                      | 39 min. kar                                                    | Widzów: 1832 Sędzia główny: Kristian Nikolić Peter Stano Sędziowie liniowi: Roman Vyleta Peter Šefčík |

## Faza pucharowa

### Rozstawienie
Po zakończeniu sezonu zasadniczego 16 zespołów zapewniło sobie start w fazie pucharowej. Wśród nich znalazło się po dwie drużyny z każdej z grup. Zwycięzcy grup zostali rozstawieni podczas losowania 1/8 finału. W dalszych rundach nie występuje rozstawienie.
Pierwsza runda rozpoczęła się 6 listopada 2018, zaś zakończenie rywalizacji odbyło się w finałowym spotkaniu 5 lutego 2019.
| Grupa | Zwycięzcy grup (Rozstawieni) | Wicemistrzowie grup (Nierozstawieni) |
| ----- | ---------------------------- | ------------------------------------ |
| A     | Frölunda HC (6)              | ZSC Lions                            |
| B     | Malmö Redhawks (8)           | EHC Red Bull Monachium               |
| C     | Skellefteå AIK (4)           | HC Bolzano                           |
| D     | EV Zug (2)                   | HC Kometa Brno                       |
| E     | Tappara (3)                  | Storhamar Dragons                    |
| F     | Kärpät (5)                   | Dragons de Rouen                     |
| G     | EC Red Bull Salzburg (7)     | SC Bern                              |
| H     | HC Pilzno 1929 (1)           | HC Lugano                            |

### Drabinka
Po zakończeniu sezonu zasadniczego rozpoczęła się walka o mistrzostwo ligi w fazie pucharowej, która rozgrywana zostanie w czterech rundach. Drużyna, która zajęła wyższe miejsce w sezonie zasadniczym w nagrodę zostaje gospodarzem rewanżowego meczu. Trzy rundy rozgrywane są w formule mecz-rewanż, zaś finał rozgrywany jest na lodowisku lepszej drużyny fazy grupowej. Jeżeli w rezultacie dwumeczu wystąpi remis, zostanie rozegrana 10 minutowa dogrywka, jeżeli w tym czasie nie padnie bramka rozegrane zostaną rzuty karne. W finale jeżeli w regulaminowym czasie nie padnie bramka, zostanie rozegrana 20 minutowa dogrywka, a w razie braku rozstrzygnięcia rzuty karne.
|  |                    |                    |                   |                   |            |   |    |                          |                          |              |              |              |  |  |           |           |           |           |           |  |  |       |       |       |
|  | 1/8 finału         | 1/8 finału         | 1/8 finału        | 1/8 finału        | 1/8 finału |   |    | Ćwierćfinały             | Ćwierćfinały             | Ćwierćfinały | Ćwierćfinały | Ćwierćfinały |  |  | Półfinały | Półfinały | Półfinały | Półfinały | Półfinały |  |  | Finał | Finał | Finał |
|  | 1/8 finału         | 1/8 finału         | 1/8 finału        | 1/8 finału        | 1/8 finału |   |    | Ćwierćfinały             | Ćwierćfinały             | Ćwierćfinały | Ćwierćfinały | Ćwierćfinały |  |  | Półfinały | Półfinały | Półfinały | Półfinały | Półfinały |  |  | Finał | Finał | Finał |
|  |                    |                    |                   |                   |            |   |    |                          |                          |              |              |              |  |  |           |           |           |           |           |  |  |       |       |       |
|  |                    |                    |                   |                   |            |   |    |                          |                          |              |              |              |  |  |           |           |           |           |           |  |  |       |       |       |
|  | Red Bull Monachium | Red Bull Monachium | 2                 | 2                 | 4          |   |    |                          |                          |              |              |              |  |  |           |           |           |           |           |  |  |       |       |       |
|  | Red Bull Monachium | Red Bull Monachium | 2                 | 2                 | 4          |   |    |                          |                          |              |              |              |  |  |           |           |           |           |           |  |  |       |       |       |
|  | EV Zug             | EV Zug             | 3                 | 0                 | 3          |   |    |                          |                          |              |              |              |  |  |           |           |           |           |           |  |  |       |       |       |
|  | EV Zug             | EV Zug             | 3                 | 0                 | 3          |   |    | Red Bull Monachium (PD.) | Red Bull Monachium (PD.) | 2            | 5            | 7            |  |  |           |           |           |           |           |  |  |       |       |       |
|  |                    |                    |                   |                   |            |   |    | Red Bull Monachium (PD.) | Red Bull Monachium (PD.) | 2            | 5            | 7            |  |  |           |           |           |           |           |  |  |       |       |       |
|  |                    |                    | Malmö Redhawks    | Malmö Redhawks    | 1          | 5 | 6  |                          |                          |              |              |              |  |  |           |           |           |           |           |  |  |       |       |       |
|  | SC Bern            | SC Bern            | Malmö Redhawks    | Malmö Redhawks    | 1          | 5 | 6  | 1                        | 0                        | 1            |              |              |  |  |           |           |           |           |           |  |  |       |       |       |
|  | SC Bern            | SC Bern            |                   |                   |            |   |    |                          |                          | 1            |              |              |  |  |           |           |           |           |           |  |  |       |       |       |
|  | Malmö Redhawks     | Malmö Redhawks     | 4                 | 1                 | 5          |   |    |                          |                          |              |              |              |  |  |           |           |           |           |           |  |  |       |       |       |
|  | Malmö Redhawks     | Malmö Redhawks     | 4                 | 1                 | 5          |   |    | Red Bull Monachium       | Red Bull Monachium       | 0            | 3            | 3            |  |  |           |           |           |           |           |  |  |       |       |       |
|  |                    |                    |                   |                   |            |   |    |                          |                          |              |              |              |  |  |           |           |           |           |           |  |  |       |       |       |
|  |                    |                    | Red Bull Salzburg | Red Bull Salzburg | 0          | 1 | 1  |                          |                          |              |              |              |  |  |           |           |           |           |           |  |  |       |       |       |
|  | ZSC Lions          | ZSC Lions          | Red Bull Salzburg | Red Bull Salzburg | 0          | 1 | 1  | 4                        | 2                        | 6            |              |              |  |  |           |           |           |           |           |  |  |       |       |       |
|  | ZSC Lions          | ZSC Lions          |                   |                   |            |   |    |                          |                          | 6            |              |              |  |  |           |           |           |           |           |  |  |       |       |       |
|  | Kärpät             | Kärpät             | 4                 | 3                 | 7          |   |    |                          |                          |              |              |              |  |  |           |           |           |           |           |  |  |       |       |       |
|  | Kärpät             | Kärpät             | 4                 | 3                 | 7          |   |    | Kärpät                   | Kärpät                   | 2            | 1            | 3            |  |  |           |           |           |           |           |  |  |       |       |       |
|  |                    |                    |                   |                   |            |   |    | Kärpät                   | Kärpät                   | 2            | 1            | 3            |  |  |           |           |           |           |           |  |  |       |       |       |
|  |                    |                    | Red Bull Salzburg | Red Bull Salzburg | 3          | 1 | 4  |                          |                          |              |              |              |  |  |           |           |           |           |           |  |  |       |       |       |
|  | Dragons de Rouen   | Dragons de Rouen   | Red Bull Salzburg | Red Bull Salzburg | 3          | 1 | 4  | 3                        | 1                        | 4            |              |              |  |  |           |           |           |           |           |  |  |       |       |       |
|  | Dragons de Rouen   | Dragons de Rouen   |                   |                   |            |   |    |                          |                          | 4            |              |              |  |  |           |           |           |           |           |  |  |       |       |       |
|  | Red Bull Salzburg  | Red Bull Salzburg  | 3                 | 5                 | 8          |   |    |                          |                          |              |              |              |  |  |           |           |           |           |           |  |  |       |       |       |
|  | Red Bull Salzburg  | Red Bull Salzburg  | 3                 | 5                 | 8          |   |    | Red Bull Monachium       | Red Bull Monachium       | 1            |              |              |  |  |           |           |           |           |           |  |  |       |       |       |
|  |                    |                    |                   |                   |            |   |    |                          |                          |              |              |              |  |  |           |           |           |           |           |  |  |       |       |       |
|  |                    |                    | Frölunda HC       | Frölunda HC       | 3          |   |    |                          |                          |              |              |              |  |  |           |           |           |           |           |  |  |       |       |       |
|  | Kometa Brno        | Kometa Brno        | Frölunda HC       | Frölunda HC       | 3          | 5 | 5  | 10                       |                          |              |              |              |  |  |           |           |           |           |           |  |  |       |       |       |
|  | Kometa Brno        | Kometa Brno        |                   |                   |            |   |    |                          |                          |              |              |              |  |  |           |           |           |           |           |  |  |       |       |       |
|  | Tappara            | Tappara            | 1                 | 5                 | 6          |   |    |                          |                          |              |              |              |  |  |           |           |           |           |           |  |  |       |       |       |
|  | Tappara            | Tappara            | 1                 | 5                 | 6          |   |    | Kometa Brno              | Kometa Brno              | 1            | 1            | 2            |  |  |           |           |           |           |           |  |  |       |       |       |
|  |                    |                    |                   |                   |            |   |    | Kometa Brno              | Kometa Brno              | 1            | 1            | 2            |  |  |           |           |           |           |           |  |  |       |       |       |
|  |                    |                    | Frölunda HC       | Frölunda HC       | 4          | 6 | 10 |                          |                          |              |              |              |  |  |           |           |           |           |           |  |  |       |       |       |
|  | HC Lugano          | HC Lugano          | Frölunda HC       | Frölunda HC       | 4          | 6 | 10 | 1                        | 4                        | 5            |              |              |  |  |           |           |           |           |           |  |  |       |       |       |
|  | HC Lugano          | HC Lugano          |                   |                   |            |   |    |                          |                          | 5            |              |              |  |  |           |           |           |           |           |  |  |       |       |       |
|  | Frölunda HC        | Frölunda HC        | 1                 | 5                 | 6          |   |    |                          |                          |              |              |              |  |  |           |           |           |           |           |  |  |       |       |       |
|  | Frölunda HC        | Frölunda HC        | 1                 | 5                 | 6          |   |    | Frölunda HC              | Frölunda HC              | 6            | 3            | 9            |  |  |           |           |           |           |           |  |  |       |       |       |
|  |                    |                    |                   |                   |            |   |    |                          |                          |              |              |              |  |  |           |           |           |           |           |  |  |       |       |       |
|  |                    |                    | HC Pilzno         | HC Pilzno         | 3          | 1 | 4  |                          |                          |              |              |              |  |  |           |           |           |           |           |  |  |       |       |       |
|  | Storhamar          | Storhamar          | HC Pilzno         | HC Pilzno         | 3          | 1 | 4  | 4                        | 2                        | 6            |              |              |  |  |           |           |           |           |           |  |  |       |       |       |
|  | Storhamar          | Storhamar          |                   |                   |            |   |    |                          |                          | 6            |              |              |  |  |           |           |           |           |           |  |  |       |       |       |
|  | Skellefteå AIK     | Skellefteå AIK     | 4                 | 3                 | 7          |   |    |                          |                          |              |              |              |  |  |           |           |           |           |           |  |  |       |       |       |
|  | Skellefteå AIK     | Skellefteå AIK     | 4                 | 3                 | 7          |   |    | Skellefteå AIK           | Skellefteå AIK           | 3            | 1            | 4            |  |  |           |           |           |           |           |  |  |       |       |       |
|  |                    |                    |                   |                   |            |   |    | Skellefteå AIK           | Skellefteå AIK           | 3            | 1            | 4            |  |  |           |           |           |           |           |  |  |       |       |       |
|  |                    |                    | HC Pilzno (PK.)   | HC Pilzno (PK.)   | 3          | 2 | 5  |                          |                          |              |              |              |  |  |           |           |           |           |           |  |  |       |       |       |
|  | HC Bolzano         | HC Bolzano         | HC Pilzno (PK.)   | HC Pilzno (PK.)   | 3          | 2 | 5  | 1                        | 2                        | 3            |              |              |  |  |           |           |           |           |           |  |  |       |       |       |
|  | HC Bolzano         | HC Bolzano         |                   |                   |            |   |    |                          |                          | 3            |              |              |  |  |           |           |           |           |           |  |  |       |       |       |
|  | HC Pilzno          | HC Pilzno          | 6                 | 6                 | 12         |   |    |                          |                          |              |              |              |  |  |           |           |           |           |           |  |  |       |       |       |
|  | HC Pilzno          | HC Pilzno          | 6                 | 6                 | 12         |   |    |                          |                          |              |              |              |  |  |           |           |           |           |           |  |  |       |       |       |
|  |                    |                    |                   |                   |            |   |    |                          |                          |              |              |              |  |  |           |           |           |           |           |  |  |       |       |       |

### 1/8 finału
Mecze tej fazy rozgrywek odbyły się w dniach 6 oraz 20-21 listopada 2018 roku.
| 6 listopada 2018 | HC Kometa Brno | 5:1 | Tappara Tampere | DRFG Arena |

| Szczegóły      | Szczegóły                                                                                                | Szczegóły       | Szczegóły              | Szczegóły |
| -------------- | --- | --------------- | ---------------------- | --- |
| Godzina: 18:00 | L. Čermák (EQ) 07:40 K. Plášek (EQ) 09:11 P. Mueller (EQ) 22:18 P. Holík (EQ) 48:08 L. Čermák (EQ) 53:04 | (2:0, 1:1, 2:0) | 24:05 (EQ) S. Moilanen | Widzów: 3365 Sędzia główny: Mikael Andersson Mikael Sjöqvist Sędziowie liniowi: Miroslav Lhotský Jiří Svoboda |
| Godzina: 18:00 | 10 min. kar                                                                                              |                 | 6 min. kar             | Widzów: 3365 Sędzia główny: Mikael Andersson Mikael Sjöqvist Sędziowie liniowi: Miroslav Lhotský Jiří Svoboda |

| 6 listopada 2018 | Malmö Redhawks | 4:1 | SC Bern | Malmö Arena |

| Szczegóły      | Szczegóły                                                                              | Szczegóły       | Szczegóły            | Szczegóły |
| -------------- | -------------------------------------------------------------------------------------- | --------------- | -------------------- | --- |
| Godzina: 18:00 | H. Hetta (EQ) 23:37 M. Setkov (EQ) 35:44 E. Sylvegård (EQ) 54:43 A. Mylläri (EQ) 58:07 | (0:0, 2:1, 2:0) | 31:51 (EQ) M. Bieber | Widzów: 2543 Sędzia główny: Christopher Hurtik Gordon Schukies Sędziowie liniowi: Ludvig Lundgren Anders Nyqvist |
| Godzina: 18:00 | 12 min. kar                                                                            |                 | 10 min. kar          | Widzów: 2543 Sędzia główny: Christopher Hurtik Gordon Schukies Sędziowie liniowi: Ludvig Lundgren Anders Nyqvist |

| 6 listopada 2018 | Storhamar Dragons | 4:4 | Skellefteå AIK | CC Amfi |

| Szczegóły      | Szczegóły                                                                                  | Szczegóły       | Szczegóły                                                                         | Szczegóły |
| -------------- | ------------------------------------------------------------------------------------------ | --------------- | --------------------------------------------------------------------------------- | --- |
| Godzina: 18:30 | S. Thoresen (EQ) 25:31 V. Svensson (PP) 37:29 Ch. Larrivée (EQ) 38:09 J. Jakobs (PP) 46:19 | (0:0, 3:4, 1:0) | 20:40 (EQ) M. Olimb 29:32 (EQ) E. Hedberg 31:21 (EQ) E. Djuse 31:47 (EQ) P. Norén | Widzów: 4850 Sędzia główny: Ladislav Smetana Trpimir Piragić Sędziowie liniowi: Jon Kilian Knut Einar Bråten |
| Godzina: 18:30 | 8 min. kar                                                                                 |                 | 8 min. kar                                                                        | Widzów: 4850 Sędzia główny: Ladislav Smetana Trpimir Piragić Sędziowie liniowi: Jon Kilian Knut Einar Bråten |

| 6 listopada 2018 | HC Lugano | 1:1 | Frölunda HC | Cornèr Arena |

| Szczegóły      | Szczegóły             | Szczegóły       | Szczegóły                | Szczegóły                                                                                                |
| -------------- | --------------------- | --------------- | ------------------------ | --- |
| Godzina: 19:45 | H. Haapala (EQ) 38:21 | (0:0, 1:1, 0:0) | 25:46 (EQ) P. Westerholm | Widzów: 3846 Sędzia główny: Lasse Heikkinen Stefan Fonselius Sędziowie liniowi: Stany Gnemmi Dario Fuchs |
| Godzina: 19:45 | 8 min. kar            |                 | 8 min. kar               | Widzów: 3846 Sędzia główny: Lasse Heikkinen Stefan Fonselius Sędziowie liniowi: Stany Gnemmi Dario Fuchs |

| 6 listopada 2018 | HC Bolzano | 1:6 | HC Pilzno 1929 | Eiswelle |

| Szczegóły      | Szczegóły           | Szczegóły       | Szczegóły | Szczegóły |
| -------------- | ------------------- | --------------- | --- | --- |
| Godzina: 19:45 | A. Petan (EQ) 22:41 | (0:2, 1:3, 0:1) | 04:28 (EQ) C. Allen 06:52 (EQ) M. Indrák 25:08 (EQ) M. Indrák 32:03 (EQ) M. Gulaš 38:49 (EQ) M. Indrák 49:22 (EQ) P. Straka | Widzów: 4850 Sędzia główny: Daniel Piechaczek Marian Rohatsch Sędziowie liniowi: Ulrich Pardatscher Jakob Schauer |
| Godzina: 19:45 | 39 min. kar         |                 | 33 min. kar | Widzów: 4850 Sędzia główny: Daniel Piechaczek Marian Rohatsch Sędziowie liniowi: Ulrich Pardatscher Jakob Schauer |

| 6 listopada 2018 | ZSC Lions | 4:4 | Kärpät Oulu | Hallenstadion |

| Szczegóły      | Szczegóły                                                                                  | Szczegóły       | Szczegóły                                                                          | Szczegóły                                                                                               |
| -------------- | ------------------------------------------------------------------------------------------ | --------------- | ---------------------------------------------------------------------------------- | --- |
| Godzina: 19:45 | K. Klein (EQ) 08:47 R. Prassl (EQ) 15:42 F. Pettersson (EQ) 33:47 F. Pettersson (EQ) 59:58 | (2:2, 1:0, 1:2) | 00:44 (EQ) A. Heponiemi 18:41 (SH) N. Lasu 51:20 (PP) N. Lasu 58:53 (PP) S. Heshka | Widzów: 3510 Sędzia główny: Marcus Linde Mikael Nord Sędziowie liniowi: Franco Castelli Dominik Altmann |
| Godzina: 19:45 | 12 min. kar                                                                                |                 | 6 min. kar                                                                         | Widzów: 3510 Sędzia główny: Marcus Linde Mikael Nord Sędziowie liniowi: Franco Castelli Dominik Altmann |

| 6 listopada 2018 | Dragons de Rouen | 3:3 | EC Red Bull Salzburg | Île Lacroix |

| Szczegóły      | Szczegóły                                                         | Szczegóły       | Szczegóły                                                                 | Szczegóły |
| -------------- | ----------------------------------------------------------------- | --------------- | ------------------------------------------------------------------------- | --- |
| Godzina: 20:00 | M-A. Thinel (EQ) 13:24 N. Deschamps (EQ) 18:35 N. Ritz (PP) 21:49 | (2:2, 1:1, 0:0) | 14:55 (EQ) P. Hochkofler 15:38 (EQ) Ch. Vandevelde 39:32 (EQ) M. Štajnoch | Widzów: 2746 Sędzia główny: Marc Wiegand Thomas Urban Sędziowie liniowi: Clément Goncalves Nicolas Constantineau |
| Godzina: 20:00 | 6 min. kar                                                        |                 | 6 min. kar                                                                | Widzów: 2746 Sędzia główny: Marc Wiegand Thomas Urban Sędziowie liniowi: Clément Goncalves Nicolas Constantineau |

| 6 listopada 2018 | EHC Red Bull Monachium | 2:3 | EV Zug | Olympia-Eisstadion |

| Szczegóły      | Szczegóły                                  | Szczegóły       | Szczegóły                                                                | Szczegóły |
| -------------- | ------------------------------------------ | --------------- | ------------------------------------------------------------------------ | --- |
| Godzina: 20:00 | J. Shugg (EQ) 29:35 J. Mitchell (EQ) 32:25 | (0:1, 2:1, 0:1) | 09:20 (EQ) D. Schlumpf 28:13 (EQ) L. Martschini 57:58 (EQ) L. Martschini | Widzów: 2290 Sędzia główny: Manuel Nikolić Miroslav Stolc Sędziowie liniowi: Kilian Hinterdobler Andreas Hofer |
| Godzina: 20:00 | 26 min. kar                                |                 | 4 min. kar                                                               | Widzów: 2290 Sędzia główny: Manuel Nikolić Miroslav Stolc Sędziowie liniowi: Kilian Hinterdobler Andreas Hofer |

| 20 listopada 2018 | HC Pilzno 1929 | 6:2 | HC Bolzano | Monitoring Aréna |

| Szczegóły      | Szczegóły | Szczegóły       | Szczegóły                                 | Szczegóły                                                                                         |
| -------------- | --- | --------------- | ----------------------------------------- | ------------------------------------------------------------------------------------------------- |
| Godzina: 17:00 | M. Gulaš (PS) 15:13 M. Gulaš (EQ) 21:16 M. Preisinger (PP) 25:29 M. Gulaš (EQ) 23:44 M. Gulaš (EQ) 33:33 M. Indrák (PP) 51:04 | (1:0, 4:2, 1:0) | 28:58 (EQ) M. Insam 33:56 (EQ) B. Findlay | Widzów: 4831 Sędzia główny: Marcus Linde Marc Lemelin Sędziowie liniowi: Jiří Ondráček Josef Špůr |
| Godzina: 17:00 | 4 min. kar |                 | 8 min. kar                                | Widzów: 4831 Sędzia główny: Marcus Linde Marc Lemelin Sędziowie liniowi: Jiří Ondráček Josef Špůr |

| 20 listopada 2018 | Tappara Tampere | 5:5 | HC Kometa Brno | Patinoire de Tampere |

| Szczegóły      | Szczegóły | Szczegóły       | Szczegóły                                                                                                   | Szczegóły                                                                                              |
| -------------- | --- | --------------- | --- | --- |
| Godzina: 18:00 | V-M. Vittasmaki (EQ) 02:02 F. Elias (EQ) 11:01 A. Erkinjuntti (EQ) 30:04 A. Erkinjuntti (PP) 44:54 J. Jasu (PP) 57:41 | (2:0, 1:2, 2:3) | 23:30 (EQ) L. Kašpar 24:42 (EQ) M. Zaťovič 48:07 (EQ) J. Hruška 53:25 (PP) P. Mueller 55:46 (EQ) M. Dočekal | Widzów: 4049 Sędzia główny: Joris Müller Marc Wiegand Sędziowie liniowi: Lauri Nikulainen Jani Pesonen |
| Godzina: 18:00 | 8 min. kar |                 | 12 min. kar                                                                                                 | Widzów: 4049 Sędzia główny: Joris Müller Marc Wiegand Sędziowie liniowi: Lauri Nikulainen Jani Pesonen |

| 20 listopada 2018 | Kärpät Oulu | 3:2 | ZSC Lions | Oulun Energia Areena |

| Szczegóły      | Szczegóły                                                             | Szczegóły       | Szczegóły                                           | Szczegóły                                                                                          |
| -------------- | --------------------------------------------------------------------- | --------------- | --------------------------------------------------- | -------------------------------------------------------------------------------------------------- |
| Godzina: 18:00 | T. Kivihalme (EQ) 10:38 R. Koblížek (EQ) 43:37 R. Koblížek (EQ) 58:47 | (1:1, 0:1, 2:0) | 13:12 (PP) Ch. Baltisberger 21:20 (EQ) J. Bachofner | Widzów: 3441 Sędzia główny: Linus Öhlund Tobias Björk Sędziowie liniowi: Henri Neva Hannu Sormunen |
| Godzina: 18:00 | 10 min. kar                                                           |                 | 4 min. kar                                          | Widzów: 3441 Sędzia główny: Linus Öhlund Tobias Björk Sędziowie liniowi: Henri Neva Hannu Sormunen |

| 20 listopada 2018 | Skellefteå AIK | 3:2 | Storhamar Dragons | Skellefteå Kraft Arena |

| Szczegóły      | Szczegóły                                                            | Szczegóły       | Szczegóły                                      | Szczegóły |
| -------------- | -------------------------------------------------------------------- | --------------- | ---------------------------------------------- | --- |
| Godzina: 18:00 | J. Aaltonen (PP) 09:16 B. Holloway (PP) 28:09 B. Holloway (EQ) 31:42 | (1:2, 2:0, 0:0) | 05:18 (PP) S. Thoresen 12:26 (PP) J. Johansson | Widzów: 1524 Sędzia główny: Mikko Kaukokari Kristian Vikman Sędziowie liniowi: Emil Yletyienen Johannes Käck |
| Godzina: 18:00 | 10 min. kar                                                          |                 | 6 min. kar                                     | Widzów: 1524 Sędzia główny: Mikko Kaukokari Kristian Vikman Sędziowie liniowi: Emil Yletyienen Johannes Käck |

| 20 listopada 2018 | Frölunda HC | 5:4 | HC Lugano | Frölundaborg |

| Szczegóły      | Szczegóły | Szczegóły       | Szczegóły                                                                                   | Szczegóły                                                                                          |
| -------------- | --- | --------------- | ------------------------------------------------------------------------------------------- | -------------------------------------------------------------------------------------------------- |
| Godzina: 18:00 | J. Sigalet (EQ) 00:50 R. Lasch (PP2) 34:30 S. Stålberg (EQ) 45:12 A. Grönlund (EQ) 52:08 R. Lasch (PP) 57:13 | (1:1, 1:2, 3:1) | 11:33 (EQ) A. Bertaggia 31:17 (EQ) A. Bertaggia 32:35 (EQ) J. Lajunen 48:56 (PP) R. Sannitz | Widzów: 2469 Sędzia główny: Jan Hribik Robin Šír Sędziowie liniowi: Henrik Pihlblad Anders Nyqvist |
| Godzina: 18:00 | 6 min. kar                                                                                                   |                 | 10 min. kar                                                                                 | Widzów: 2469 Sędzia główny: Jan Hribik Robin Šír Sędziowie liniowi: Henrik Pihlblad Anders Nyqvist |

| 20 listopada 2018 | EC Red Bull Salzburg | 5:1 | Dragons de Rouen | Eisarena Salzburg |

| Szczegóły      | Szczegóły                                                                                                | Szczegóły       | Szczegóły           | Szczegóły                                                                                                   |
| -------------- | --- | --------------- | ------------------- | --- |
| Godzina: 19:30 | R. Duncan (PP) 11:19 B. Harris (EQ) 18:57 T. Raffl (EQ) 27:47 B. Raymond (EQ) 56:35 R. Duncan (EN) 58:29 | (1:1, 1:2, 3:1) | 27:00 (EQ) J. Bedin | Widzów: 2177 Sędzia główny: Oldřich Hejduk Antonín Jeřábek Sędziowie liniowi: Elias Seewald David Nothegger |
| Godzina: 19:30 | 8 min. kar                                                                                               |                 | 6 min. kar          | Widzów: 2177 Sędzia główny: Oldřich Hejduk Antonín Jeřábek Sędziowie liniowi: Elias Seewald David Nothegger |

| 20 listopada 2018 | EV Zug | 0:2 | EHC Red Bull Monachium | Bossard Arena |

| Szczegóły      | Szczegóły  | Szczegóły       | Szczegóły                               | Szczegóły |
| -------------- | ---------- | --------------- | --------------------------------------- | --- |
| Godzina: 19:45 |            | (0:0, 0:1, 0:1) | 21:07 (PP) J. Shugg 54:52 (EQ) F. Mauer | Widzów: 4946 Sędzia główny: Ladislav Smetana Manuel Nikolić Sędziowie liniowi: Simon Wust,br /> Dominik Altmann |
| Godzina: 19:45 | 6 min. kar |                 | 8 min. kar                              | Widzów: 4946 Sędzia główny: Ladislav Smetana Manuel Nikolić Sędziowie liniowi: Simon Wust,br /> Dominik Altmann |

| 20 listopada 2018 | SC Bern | 0:1 | Malmö Redhawks | PostFinance Arena |

| Szczegóły      | Szczegóły  | Szczegóły       | Szczegóły          | Szczegóły                                                                                                   |
| -------------- | ---------- | --------------- | ------------------ | --- |
| Godzina: 19:45 |            | (0:0, 0:0, 0:1) | 58:18 (EN) S. Warg | Widzów: 13 573 Sędzia główny: Daniel Piechaczek Lasse Kopitz Sędziowie liniowi: Franco Castelli Dario Fuchs |
| Godzina: 19:45 | 6 min. kar |                 | 8 min. kar         | Widzów: 13 573 Sędzia główny: Daniel Piechaczek Lasse Kopitz Sędziowie liniowi: Franco Castelli Dario Fuchs |

### 1/4 finału
Mecze tej fazy rozgrywek odbyły się w dniach 4 oraz 11 grudnia 2018 roku.
| 4 grudnia 2018 | HC Kometa Brno | 1:4 | Frölunda HC | DRFG Arena |

| Szczegóły      | Szczegóły            | Szczegóły       | Szczegóły                                                                                         | Szczegóły                                                                                                   |
| -------------- | -------------------- | --------------- | ------------------------------------------------------------------------------------------------- | --- |
| Godzina: 18:00 | B. Köhler (PP) 09:57 | (1:1, 0:3, 0:0) | 19:33 (PP) P. Carlsson 20:17 (PP) P. Carlsson 27:21 (EQ) M. Rosseli-Olsen 30:54 (PP2) Ch. Genoway | Widzów: 3290 Sędzia główny: Marc Lemelin Daniel Stricker Sędziowie liniowi: Jiří Ondráček Rudolf Tošenovjan |
| Godzina: 18:00 | 16 min. kar          |                 | 10 min. kar                                                                                       | Widzów: 3290 Sędzia główny: Marc Lemelin Daniel Stricker Sędziowie liniowi: Jiří Ondráček Rudolf Tošenovjan |

| 4 grudnia 2018 | Skellefteå AIK | 3:3 | HC Pilzno 1929 | Skellefteå Kraft Arena |

| Szczegóły      | Szczegóły                                                              | Szczegóły       | Szczegóły                                                       | Szczegóły |
| -------------- | ---------------------------------------------------------------------- | --------------- | --------------------------------------------------------------- | --- |
| Godzina: 18:00 | J. Aaltonen (EQ) 47:25 L. Lindström (EQ) 52:55 L. Lindström (EQ) 57:06 | (0:1, 0:2, 3:0) | 11:20 (EQ) M. Gulaš 25:17 (EQ) M. Kantner 28:22 (EQ) P. Kodýtek | Widzów: 1570 Sędzia główny: Lasse Heikkinen Kristian Vikman Sędziowie liniowi: Emil Yletyienen Johannes Käck |
| Godzina: 18:00 | 8 min. kar                                                             |                 | 10 min. kar                                                     | Widzów: 1570 Sędzia główny: Lasse Heikkinen Kristian Vikman Sędziowie liniowi: Emil Yletyienen Johannes Käck |

| 4 grudnia 2018 | EHC Red Bull Monachium | 2:1 | Malmö Redhawks | Olympia-Eisstadion |

| Szczegóły      | Szczegóły                                | Szczegóły       | Szczegóły           | Szczegóły |
| -------------- | ---------------------------------------- | --------------- | ------------------- | --- |
| Godzina: 19:30 | D. Joslin (EQ) 47:14 F. Mauer (EQ) 53:37 | (0:0, 0:0, 2:1) | 45:38 (EQ) F. Storm | Widzów: 3440 Sędzia główny: Manuel Nikolić Kristian Nikolić Sędziowie liniowi: Kilian Hinterdobler Andreas Hofer |
| Godzina: 19:30 | 8 min. kar                               |                 | 8 min. kar          | Widzów: 3440 Sędzia główny: Manuel Nikolić Kristian Nikolić Sędziowie liniowi: Kilian Hinterdobler Andreas Hofer |

| 4 grudnia 2018 | EC Red Bull Salzburg | 3:2 | Kärpät Oulu | Eisarena Salzburg |

| Szczegóły      | Szczegóły                                                      | Szczegóły       | Szczegóły                                | Szczegóły                                                                                                  |
| -------------- | -------------------------------------------------------------- | --------------- | ---------------------------------------- | --- |
| Godzina: 19:30 | B. Harris (EQ) 21:29 B. Harris (SH) 41:53 J. Hughes (EQ) 59:37 | (0:0, 1:0, 2:2) | 43:30 (EQ) N. Lasu 49:33 (EQ) J. Junnila | Widzów: 2786 Sędzia główny: Mikael Sjöqvist Sören Persson Sędziowie liniowi: Elias Seewald David Nothegger |
| Godzina: 19:30 | 6 min. kar                                                     |                 | 4 min. kar                               | Widzów: 2786 Sędzia główny: Mikael Sjöqvist Sören Persson Sędziowie liniowi: Elias Seewald David Nothegger |

| 11 grudnia 2018 | HC Pilzno 1929 | 2:1 pd. | Skellefteå AIK | Monitoring Aréna |

| Szczegóły      | Szczegóły                               | Szczegóły            | Szczegóły             | Szczegóły                                                                                                |
| -------------- | --------------------------------------- | -------------------- | --------------------- | --- |
| Godzina: 17:00 | J. Kindl (EA) 59:24 J. Kovář (SO) 70:00 | (0:0, 0:0, 1:1, 1:0) | 57:32 (PP) R. Alvarez | Widzów: 4224 Sędzia główny: Daniel Piechaczek Marian Rohatsch Sędziowie liniowi: Josef Špůr Jiří Svoboda |
| Godzina: 17:00 | 8 min. kar                              |                      | 12 min. kar           | Widzów: 4224 Sędzia główny: Daniel Piechaczek Marian Rohatsch Sędziowie liniowi: Josef Špůr Jiří Svoboda |

| 11 grudnia 2018 | Frölunda HC | 6:1 | HC Kometa Brno | Frölundaborg |

| Szczegóły      | Szczegóły | Szczegóły       | Szczegóły             | Szczegóły |
| -------------- | --- | --------------- | --------------------- | --- |
| Godzina: 18:00 | Ch. Genoway (EQ) 20:39 P. Carlsson (EQ) 26:10 Ch. Genoway (PP) 29:42 P. Westerholm (PP) 41:07 R. Rakhshani (EQ) 43:58 P. Westerholm (EQ) 53:59 | (0:1, 3:0, 3:0) | 02:26 (EQ) E. Meluzín | Widzów: 2058 Sędzia główny: Marc Wiegand Alessandro DiPietro Sędziowie liniowi: Henrik Pihlblad Anders Nyqvist |
| Godzina: 18:00 | 2 min. kar |                 | 8 min. kar            | Widzów: 2058 Sędzia główny: Marc Wiegand Alessandro DiPietro Sędziowie liniowi: Henrik Pihlblad Anders Nyqvist |

| 11 grudnia 2018 | Malmö Redhawks | 5:5 pd. | EHC Red Bull Monachium | Malmö Arena |

| Szczegóły      | Szczegóły | Szczegóły            | Szczegóły                                                                                              | Szczegóły                                                                                             |
| -------------- | --- | -------------------- | --- | --- |
| Godzina: 18:00 | E. Sylvegård (EQ) 02:58 J. Olofson (PP) 11:38 J. Olofson (EQ) 34:53 J. Olsson (EQ) 38:40 F. Storm (EQ) 53:16 | (2:1, 2:3, 1:0, 0:1) | 19:56 (PP) T. Parkes 21:17 (EQ) T. Parkes 24:26 (EQ) J. Shugg 39:43 (EQ) D. Boyle 64:02 (EQ) T. Parkes | Widzów: 2493 Sędzia główny: Antonín Jeřábek Jan Hribik Sędziowie liniowi: Ludvig Lundgren Örjan Åhlen |
| Godzina: 18:00 | 6 min. kar                                                                                                   |                      | 10 min. kar                                                                                            | Widzów: 2493 Sędzia główny: Antonín Jeřábek Jan Hribik Sędziowie liniowi: Ludvig Lundgren Örjan Åhlen |

| 11 grudnia 2018 | Kärpät Oulu | 1:1 | EC Red Bull Salzburg | Oulun Energia Areena |

| Szczegóły      | Szczegóły           | Szczegóły       | Szczegóły                 | Szczegóły                                                                                              |
| -------------- | ------------------- | --------------- | ------------------------- | --- |
| Godzina: 18:00 | O. Osala (EQ) 21:47 | (0:1, 1:0, 0:0) | 14:23 (PP) A. Rauchenwald | Widzów: 3565 Sędzia główny: Linus Öhlund Tobias Björk Sędziowie liniowi: Lauri Nikulainen Jani Pesonen |
| Godzina: 18:00 | 6 min. kar          |                 | 10 min. kar               | Widzów: 3565 Sędzia główny: Linus Öhlund Tobias Björk Sędziowie liniowi: Lauri Nikulainen Jani Pesonen |

### 1/2 finału
Mecze tej fazy rozgrywek odbyły się w dniach 8 stycznia oraz 15-16 stycznia 2019 roku.
| 8 stycznia 2019 | Frölunda HC | 6:3 | HC Pilzno 1929 | Frölundaborg |

| Szczegóły      | Szczegóły | Szczegóły       | Szczegóły                                                   | Szczegóły |
| -------------- | --- | --------------- | ----------------------------------------------------------- | --- |
| Godzina: 18:00 | J. Mustonen (SH) 05:45 R. Rakhshani (PP) 11:43 R. Lasch (EQ) 27:54 A. Grönlund (EQ) 29:49 S. Hjalmarsson (EQ) 31:06 R. Rakhshani (EQ) 47:57 | (2:1, 3:1, 1:1) | 18:48 (SH) C. Allen 24:31 (EQ) C. Allen 50:56 (EQ) C. Allen | Widzów: 2975 Sędzia główny: Mikko Kaukokari Kristian Vikman Sędziowie liniowi: Henrik Pihlblad Anders Nyqvist |
| Godzina: 18:00 | 12 min. kar |                 | 14 min. kar                                                 | Widzów: 2975 Sędzia główny: Mikko Kaukokari Kristian Vikman Sędziowie liniowi: Henrik Pihlblad Anders Nyqvist |

| 8 stycznia 2019 | EHC Red Bull Monachium | 0:0 | EC Red Bull Salzburg | Olympia-Eisstadion |

| Szczegóły      | Szczegóły   | Szczegóły       | Szczegóły   | Szczegóły |
| -------------- | ----------- | --------------- | ----------- | --- |
| Godzina: 19:30 |             | (0:0, 0:0, 0:0) |             | Widzów: 6142 Sędzia główny: Marc Lemelin Daniel Stricker Sędziowie liniowi: Kilian Hinterdobler Andreas Hofer |
| Godzina: 19:30 | 18 min. kar |                 | 12 min. kar | Widzów: 6142 Sędzia główny: Marc Lemelin Daniel Stricker Sędziowie liniowi: Kilian Hinterdobler Andreas Hofer |

| 15 stycznia 2019 | HC Pilzno 1929 | 1:3 | Frölunda HC | Monitoring Aréna |

| Szczegóły      | Szczegóły           | Szczegóły       | Szczegóły                                                            | Szczegóły |
| -------------- | ------------------- | --------------- | -------------------------------------------------------------------- | --- |
| Godzina: 17:30 | D. Kindl (EQ) 50:42 | (0:1, 0:0, 1:2) | 03:12 (EQ) R. Lasch 41:59 (PP) S. Hjalmarsson 42:41 (EQ) J. Mustonen | Widzów: 5105 Sędzia główny: Daniel Piechaczek Marian Rohatsch Sędziowie liniowi: Daniel Hynek Miroslav Lhotský |
| Godzina: 17:30 | 10 min. kar         |                 | 8 min. kar                                                           | Widzów: 5105 Sędzia główny: Daniel Piechaczek Marian Rohatsch Sędziowie liniowi: Daniel Hynek Miroslav Lhotský |

| 16 stycznia 2019 | EC Red Bull Salzburg | 1:3 | EHC Red Bull Monachium | Eisarena Salzburg |

| Szczegóły      | Szczegóły                 | Szczegóły       | Szczegóły                                                          | Szczegóły                                                                                              |
| -------------- | ------------------------- | --------------- | ------------------------------------------------------------------ | --- |
| Godzina: 20:20 | A. Rauchenwald (EQ) 13:26 | (1:2, 0:0, 0:1) | 16:57 (EQ) M. Kastner 19:54 (EQ) Y. Seidenberg 49:59 (EQ) P. Hager | Widzów: 3400 Sędzia główny: Mikael Nord Sören Persson Sędziowie liniowi: Elias Seewald David Nothegger |
| Godzina: 20:20 | 2 min. kar                |                 | 4 min. kar                                                         | Widzów: 3400 Sędzia główny: Mikael Nord Sören Persson Sędziowie liniowi: Elias Seewald David Nothegger |

### Finał
Mecz finałowy odbył się 5 lutego 2019 roku. Gospodarzem meczu był Göteborg. Mecz rozegrany został w Scandinavium.
| 5 lutego 2019 | Frölunda HC | 3:1 | EHC Red Bull Monachium | Scandinavium |

| Szczegóły      | Szczegóły                                                         | Szczegóły       | Szczegóły           | Szczegóły                                                                                                  |
| -------------- | ----------------------------------------------------------------- | --------------- | ------------------- | --- |
| Godzina: 19:00 | S. Fagemo (PP) 10:32 R. Lasch (PP) 24:16 P. Westerholm (PP) 34:27 | (1:0, 2:0, 0:1) | 51:29 (PP) Y. Ehliz | Widzów: 12 044 Sędzia główny: Mikko Kaukokari Marc Lemelin Sędziowie liniowi: Hannu Sormunen Balazs Kovacs |
| Godzina: 19:00 | 14 min. kar                                                       |                 | 24 min. kar         | Widzów: 12 044 Sędzia główny: Mikko Kaukokari Marc Lemelin Sędziowie liniowi: Hannu Sormunen Balazs Kovacs |